# Château d'Écouen
Musée national de la Renaissance
Le château d'Écouen est un château du XVIe siècle, situé dans le Val-d'Oise, qui abrite depuis 1977 le musée national de la Renaissance. L'édifice appartient à la Grande Chancellerie de la Légion d'honneur. Le musée est sous tutelle du ministère de la Culture. Depuis 2005, le directeur du musée est Thierry Crépin-Leblond, conservateur général du patrimoine.
Des générations d'artistes notables se sont succédé au fil des siècles pour faire du château d'Écouen un imposant monument : l'architecte Jean Bullant, le sculpteur Jean Goujon, le potier et émailleur Bernard Palissy, le céramiste Masséot Abaquesne, l'architecte Jules Hardouin-Mansart.
Il expose les collections françaises de l'époque de la Renaissance dans tous les domaines artistiques : tapisseries, armes, sculptures, vitraux, céramiques, mobiliers, orfèvreries, peintures... En France, il s'agit de l'unique musée entièrement consacré à la Renaissance.
Selon le Comité d'expansion économique du Val-d'Oise, le château d'Écouen est l'un des principaux sites touristiques du département en nombre de visiteurs par an (en 2008 il a même été le premier site visité du Val-d'Oise). Il est situé à 19 km au nord de Paris et à 15 km de l'aéroport de Roissy.

## Historique

### Un château princier

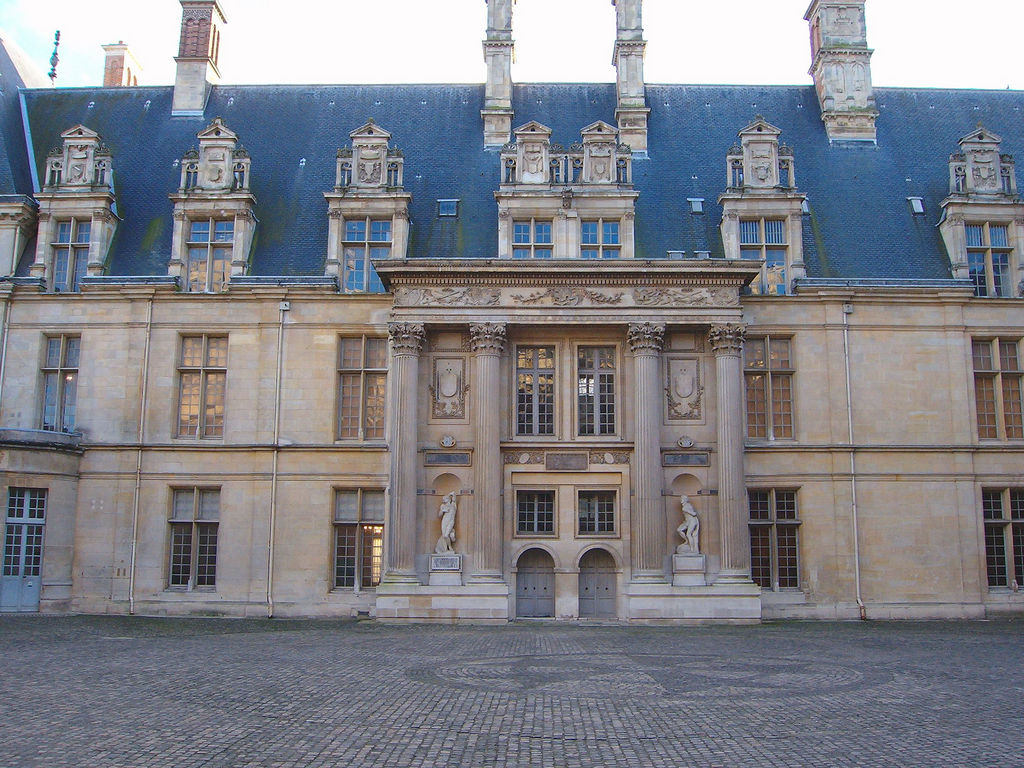
La cour intérieure avec les moulages des Esclaves de Michel-Ange dont les originaux ont été emportés au Louvre.

Situé sur une butte offrant un panorama sur la plaine de France, le château d'Écouen fut construit à partir de 1538 par le connétable de France, Anne de Montmorency (au service de François Ier puis d'Henri II). Pour le bâtir, Montmorency fit raser la forteresse médiévale qui s'y dressait auparavant. Celle-ci, attestée dès le XIIe siècle, permettait de contrôler les riches terres agricoles de la plaine de France et de surveiller les voies commerciales et militaires en direction de Paris. Il s'agit de l'une des possessions du connétable qui disposait de plus de 130 châteaux et 600 fiefs simultanément. C'était l'homme le plus puissant du royaume, rival de la famille des Guise.
L'architecture du château témoigne de la puissance et des ambitions d'Anne de Montmorency, grand ami des rois François Ier et Henri II. À la fois militaire et passionné d'art, il découvrit les palais italiens lors des guerres d'Italie et souhaita s'en inspirer pour bâtir sa demeure d'Écouen. Héritier de l'importante fortune de la maison de Montmorency et bénéficiaire des faveurs royales, il put bâtir cet important château.
Le plan d'origine, dû à un architecte inconnu, en 1538, est un quadrilatère flanqué de quatre pavillons d'angle. La disgrâce qu’Anne de Montmorency connut à partir de 1541 lui laissa le loisir de suivre attentivement les travaux de construction. En 1547, Anne de Montmorency fut rappelé à la cour lors de l’avènement d'Henri II au trône de France et il fait alors modifier le plan et le décor du château afin d’accueillir des appartements royaux, faisant ainsi d’Écouen un château semi-royal. Vers 1547 est intervenu Jean Goujon. Anne de Montmorency fit appel à Jean Bullant vers 1550 pour achever l'aile Nord où se trouvent les appartements d'Henri II et de Catherine de Médicis, et construire le portique de l'aile Sud qui devait abriter les deux sculptures de Michel-Ange, L'Esclave mourant et L'Esclave rebelle, que le roi Henri II venait de lui offrir. Jean Bullant était à l'époque un architecte très renommé qui conçut également l'église Saint-Acceul d'Écouen, le palais des Tuileries, l'Hôtel de la Reine… Il aurait été enterré à Écouen, et aujourd'hui l'un des 3 collèges de la ville porte encore son nom.

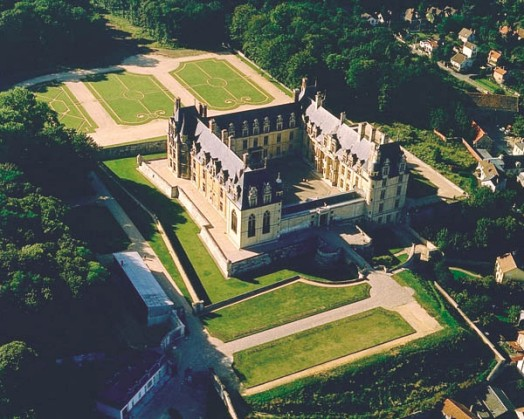
Parc, château et ville d'Écouen vus du ciel.

Anne de Montmorency fait également appel aux plus éminents artistes européens de l'époque comme Jean Goujon, Bernard Palissy ou encore Masseot Abaquesne. Avec ses vitraux, sculptures, pavements, lambris, peintures, marbres, orfèvreries, tapisseries, poteries, émaux et fontes, la construction du château fait appel à tous les arts, avec une claire volonté de luxe. Le château est achevé en 1555. Écouen devient rapidement le lieu de villégiature favori du roi Henri II à qui une aile entière du château est réservée pour ses fréquents séjours. Un mariage sera célébré celui du second fils du connétable, Henri de Montmorency avec sa première épouse Antoinette de La Marck (qui était la petite fille de Diane de Poitiers favorite du roi Henri II) en juin 1558. le roi promulgue dans ce lieu le cruel édit d'Écouen, prélude aux guerres de religion, ordonne de tuer sans procès les protestants fauteurs de trouble. Henri II meurt quelques mois après, et les guerres commencent. Anne de Montmorency, toujours connétable, est tué pendant la bataille de Saint-Denis alors qu'il commandait l'armée royale.
François de Montmorency y mourut le 6 mai 1579, dans sa 49e année, sans enfants (c'est le fils d'Anne de Montmorency et de Madelaine de Savoye). Ce François fut marié le 3 mai 1557 à Diane légitimée de France, veuve d'Horace Farnèse, et fille naturelle de Henri II, roi de France.
Après l'exécution d'Henri II de Montmorency, petit-fils d'Anne, qui avait organisé une rébellion contre le cardinal de Richelieu, en 1632, la branche aînée des Montmorency s'éteint. Louis XIII confisque le château, puis le donne à Charlotte d'Angoulême née Montmorency (la demi-sœur d'Henri II de Montmorency, elle était mariée à Charles d'Angoulème le fils bâtard du roi Charles IX et de Marie Touchet). Sa descendance lègue le domaine à la famille des Condé, qui possédait notamment le château de Chantilly. C'est alors que le parc actuel fut dessiné par Jules Hardouin-Mansart. Dezallier d'Argenville fait la description du château et de ses abords à la fin du XVIIIe.
L'aile orientale fut détruite en 1787 par les Condé, faisant disparaître de nombreuses fresques et œuvres d'art, dont une partie fut retrouvée dans la forêt ou dans la ville.

### Un bien national

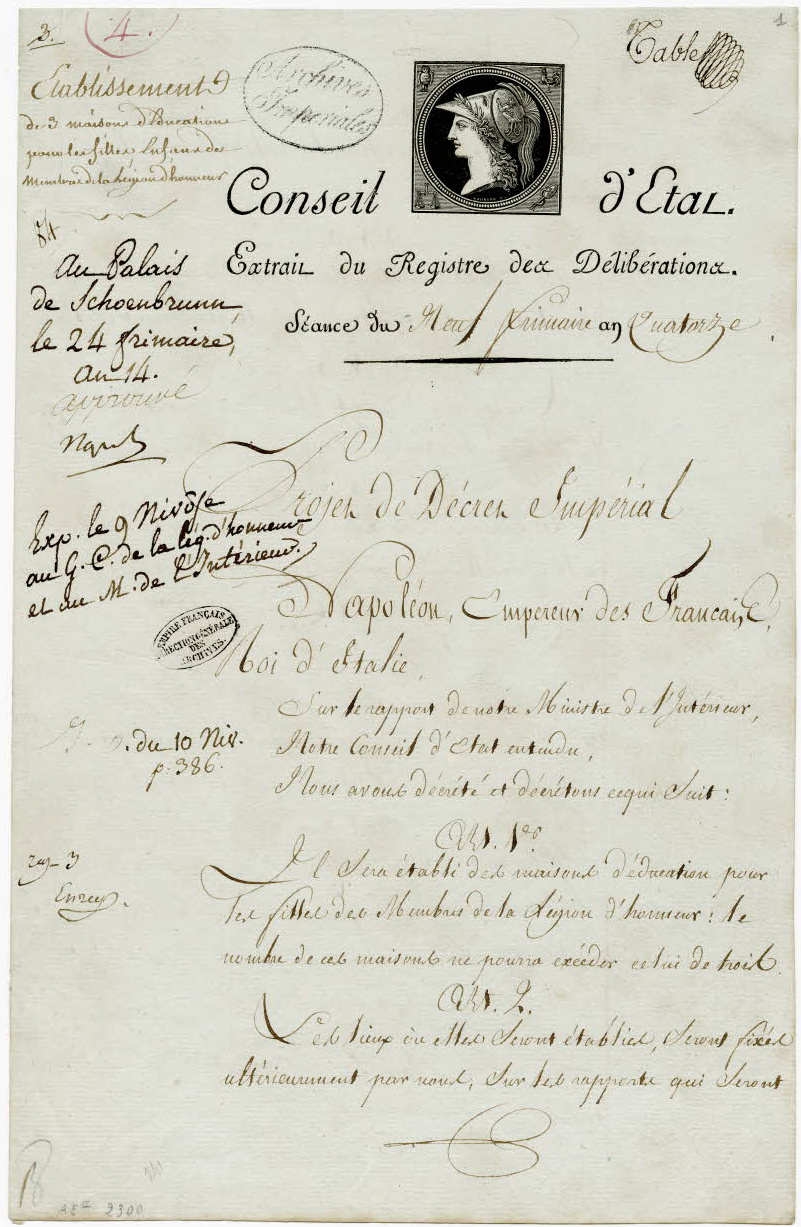
Décret créant les Maisons d'éducation de la Légion d'honneur, 24 frimaire an XIV (15 décembre 1805). Page 1/3, Archives nationales, AE-II-2300.

Avec la Révolution française, le château est confisqué. Il sert tour à tour d'hôpital, de prison militaire et de lieu de réunion d'un club patriotique.
En 1805, Napoléon y ouvre une maison d'éducation de la Légion d'honneur, accueillant les filles de personnalités s'étant vu décorer. Deux ans plus tard, une nouvelle aile, plus basse, est construite pour remplacer celle qui avait été mise à terre.
À la Restauration, Louis XVIII restitue le château aux Condé, qui s'éteignent en 1830.
Au milieu du XIXe, Louis Napoléon Bonaparte décide d'y implanter à nouveau la maison d'éducation de la Légion d'honneur. Elle restera à Écouen pendant plus d'un siècle, jusqu'en 1962.
Au cours du XIXe siècle, la Fontaine Hortense est élevée dans le parc du château par Eugène de Beauharnais.
En 1862, le château d'Écouen apparaît dans la liste des monuments historiques. Le domaine est entièrement classé en 2007. À Écouen, l'église Saint-Acceul et la Forêt sont également classés.
À la suite de la défaite de 1871, la construction d'une série de forts est entamée, ceinturant la capitale pour mieux la défendre. C'est à ce moment que le fort d'Écouen est bâti. Le fort est une construction polygonale de défense, dans la forêt, conçu pour pouvoir abriter plus de 300 hommes et 22 pièces d'artillerie en cas de guerre. Une partie du fort d'Écouen a disparu, mais il en subsiste encore de nombreuses traces. Le fort est classé au titre des monuments historiques en 2007.

### Le musée national de la Renaissance

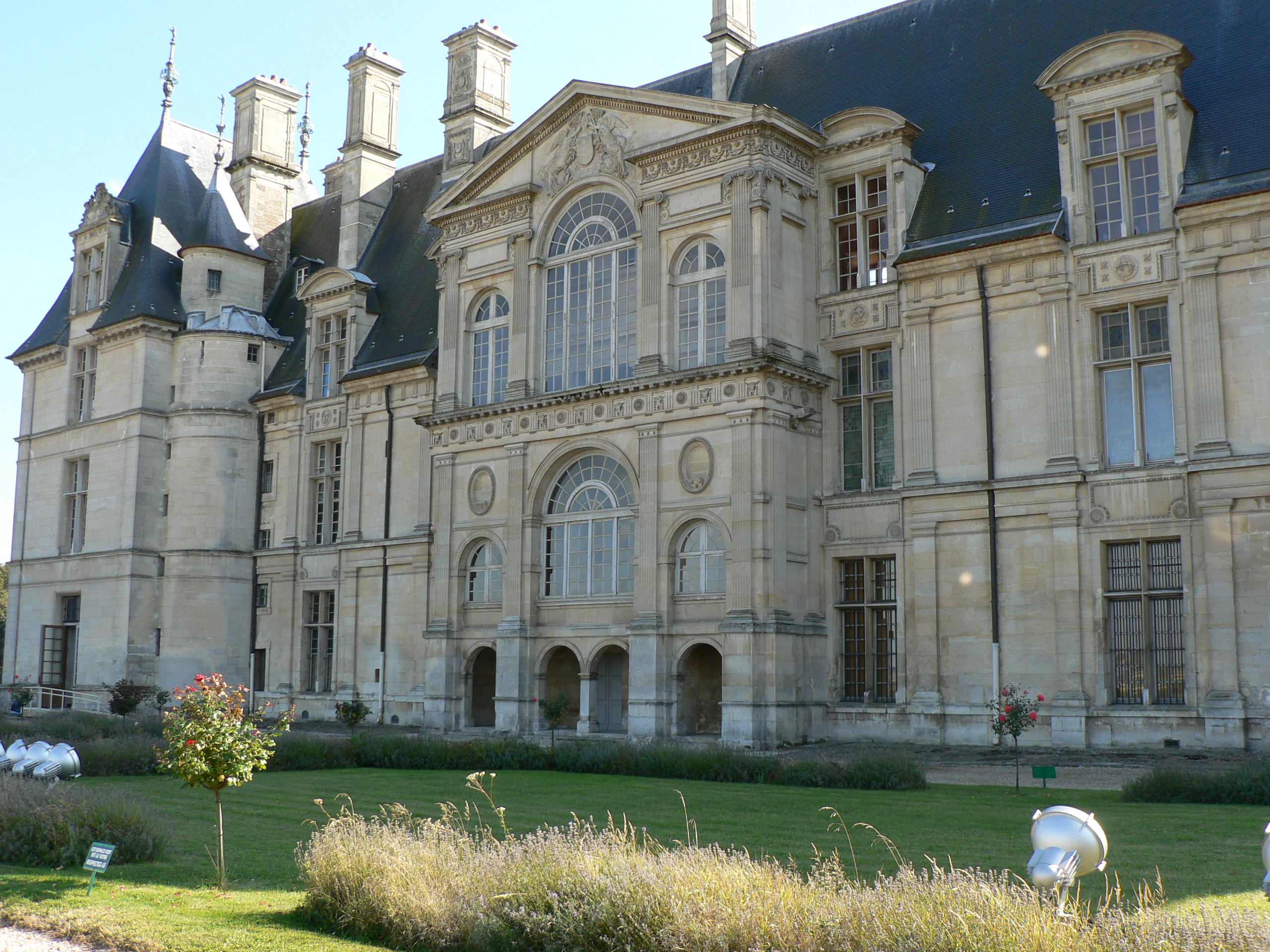
La façade principale donnant sur la plaine de France.

En 1962, la maison d'éducation quitte le château, qui est alors cédé au ministère des Affaires culturelles. André Malraux cherchait alors un lieu où exposer les collections nationales de la Renaissance, dont la plupart étaient stockées dans l'hôtel de Cluny faute de place. Cependant il fallait un édifice particulièrement grand pour pouvoir accueillir les tapisseries de David et Bethsabée qui mesurent 75 mètres de long. Le château d'Écouen, seul lieu du patrimoine disponible pouvant exposer ces tapisseries aux dimensions contraignantes, fut donc choisi pour devenir le musée national de la Renaissance. Par ailleurs son imposante architecture, digne des châteaux de la Loire, était un symbole particulièrement fort de l'art Renaissance.
Après d'importants travaux, le musée ouvre ses portes en 1977, inauguré par le président Valéry Giscard d'Estaing.
Seul musée en France consacré à la période, ses trente-deux salles muséographiques abritent notamment une collection d'orfèvrerie (issue du legs de la baronne Salomon de Rothschild, 1922), des céramiques ottomanes (Iznik), des émaux peints de Limoges, la collection d'armes d'Édouard de Beaumont, des terres cuites de Masséot Abaquesne, ainsi que l'ensemble des pièces de céramique de l'atelier de Bernard Palissy exhumées lors des fouilles du Louvre.
L'œuvre la plus connue de la collection demeure la série de dix tapisseries consacrée à l'histoire de David et Bethsabée. Tissées à Bruxelles dans les années 1515-1520, elles auraient appartenu à Henri VIII d'Angleterre. On peut également admirer deux tapisseries datées de 1545-1546 d’après des cartons de Giulio Romano, élève du peintre Raphaël. Elles appartiennent à la série des huit tapisseries constituant la Tenture des Fructus Belli.

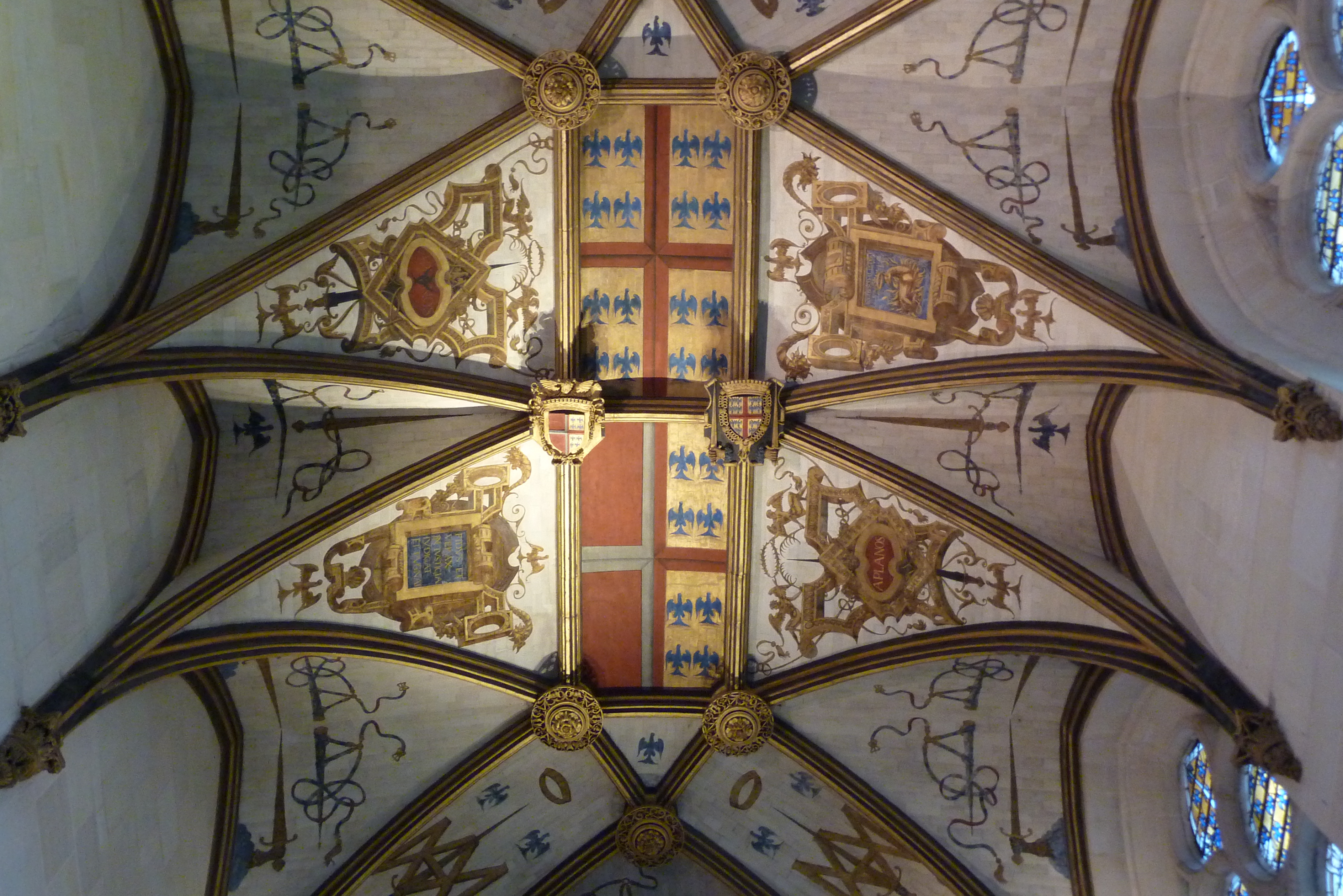
Voûte de la chapelle.

Si les œuvres exposées sont contemporaines de l'édifice, la plupart ne proviennent pas du mobilier d'origine d'Écouen, qui fut dispersé à la Révolution française, et dont une partie se trouve aujourd'hui au musée Condé de Chantilly. L'intérieur du château oscille donc entre reconstitutions de salles d'origine et exposition des riches collections du musée.
La rénovation du domaine dans les années 1970, pour accueillir le musée, concerne également le parc. Les paysagistes s'essayèrent à rendre aux alentours du château leur aspect original, en restaurant allées et parterres. La position dominante du château offre une admirable vue sur la campagne environnante.

## Architecture et décors intérieurs du château

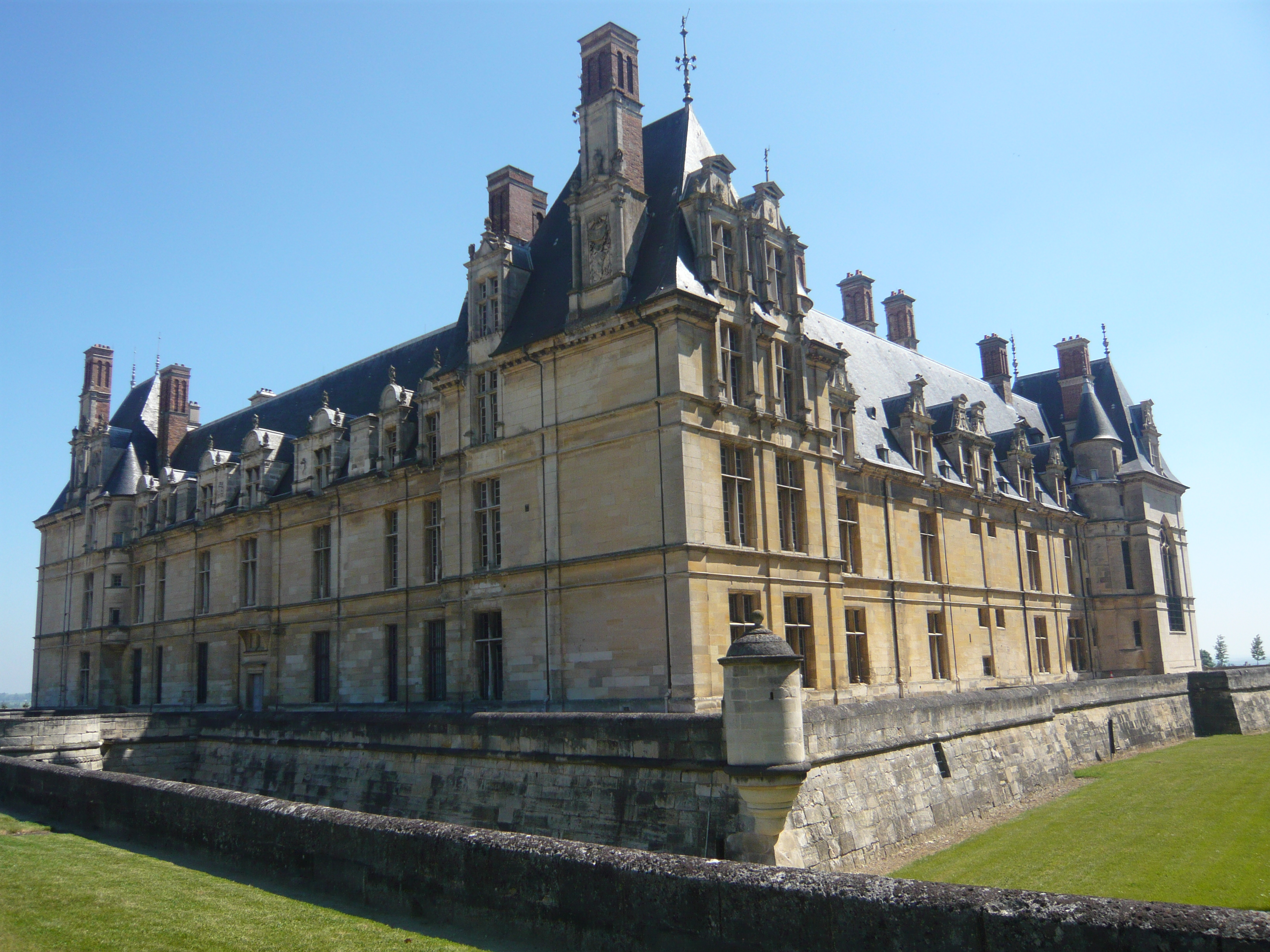
Vue de l'angle sud-ouest.

Le Musée est visité non seulement pour ses collections, mais aussi pour son architecture. Il s'agit en effet d'une réalisation majeure de la Renaissance française. Édifié en douze ans par différents architectes et artistes, il témoigne de plusieurs influences :
- la première Renaissance (avec notamment les parties plus anciennes qui rappellent les Châteaux de la Loire, antérieurs à Écouen) ;
- la seconde Renaissance (avec par exemple le Portique des Esclaves, plus maniéré, dans la cour intérieure) ;
- un certain classicisme triomphal (avec la façade Nord visible depuis la Plaine de France).

De ces différentes influences, il naît une impression de grande diversité dans l'architecture du Château.
Chacune des façades intérieures et extérieures est unique et différente des autres.
Enfin on peut signaler qu'une aile du monument était destinée au Roi, et présente donc un ornement plus riche que celui du reste de l'édifice.
Il est donc conseillé d'utiliser le chemin piéton qui fait le tour du monument afin d'en voir toutes les faces.
Par ailleurs, les terrasses offrent de magnifiques vues sur Écouen et sur la Plaine de France, vaste plaine agricole.

### Architectes et artistes majeurs bâtisseurs et décorateurs du château

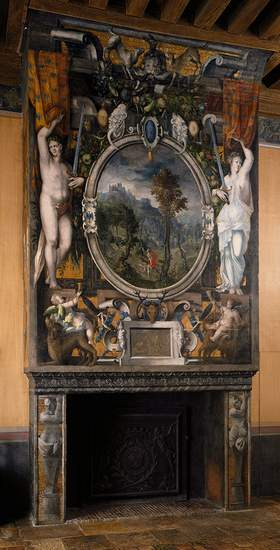
Une des douze cheminées peintes.

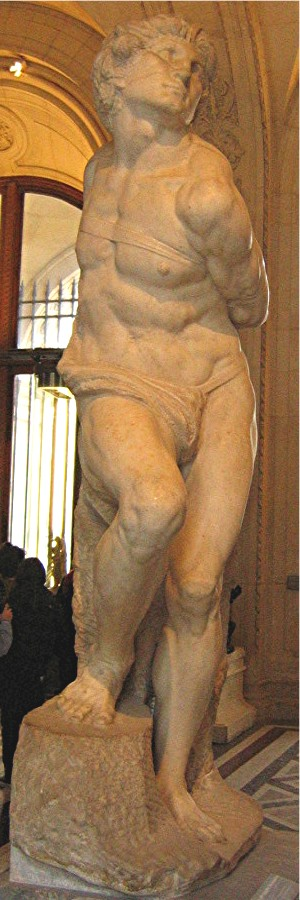
L’un des deux esclaves de Michel-Ange, l’esclave dit Rebelle.

Le principal architecte du château est Jean Bullant, mais les scientifiques estiment que de nombreux autres architectes ont contribué à l'édification du monument.
Comme pour beaucoup de châteaux de cette époque, il demeure des incertitudes quant aux architectes et artistes qui ont participé à la construction, Anne de Montmorency ayant fait venir un grand nombre de spécialistes de toute l’Europe: Jean Bullant, Jean Goujon, Masseot Abaquesne, Bernard Palissy, Nicolò dell'Abbate (une incertitude demeure sur ce point), Léonard Limosin.
Puis, aux siècles suivants, lors des différentes modifications paysagères ou architecturales : Antoine-François Peyre, Jules Hardouin-Mansart
Par ailleurs, une partie du décor intérieur d'origine est toujours présente.
On peut ainsi admirer les frises ornées, les menuiseries, pavements, vitraux, lambris, bustes… et surtout les douze cheminées peintes qui constituent un ensemble d'œuvres uniques.
La chapelle du château est également une pièce riche en décors intérieurs, avec notamment un très beau plafond peint à fresque.
En revanche, une grande partie du mobilier d'origine a été emportée à la Révolution, et se trouve à présent disséminée dans divers châteaux et musées, notamment au château de Chantilly.
Enfin les Esclaves de Michel-Ange, sculptures qui se trouvaient dans la cour du château, ont aussi été emportés et sont à présent au Louvre à Paris. Des copies remplacent les originaux.

## Les collections du musée
Une grande partie des pièces exposées sont simplement déposées au musée de la Renaissance et proviennent d'autres établissements, comme le musée du Louvre ou le musée de la Céramique de Rouen. La plupart proviennent du musée de Cluny. À côté de ces dépôts, le musée possède également une politique d'acquisition en propre, par le biais d'achats et de dons.
Les collections sont réparties en six principales catégories :
- mobilier (armoires, sièges, dressoirs, tables… souvent très ornés) ;
- arts du feu (céramiques, vitraux, verrerie, émaux) ;
- arts du métal (orfèvrerie) ;
- peinture (avec notamment douze cheminées peintes uniques en France, ainsi que des tentures de cuir peintes) ;
- arts de la laine et de la soie (tapisseries et dentelles) ;
- sculptures (avec notamment le haut relief Diane et Actéon).

Un banc d'orfèvre (banc à étirer) daté de 1565 et conçu par Leonhard Danner pour Auguste Ier de Saxe fait partie des pièces maîtresses du musée.

## Quelques peintures et tapisseries exposées

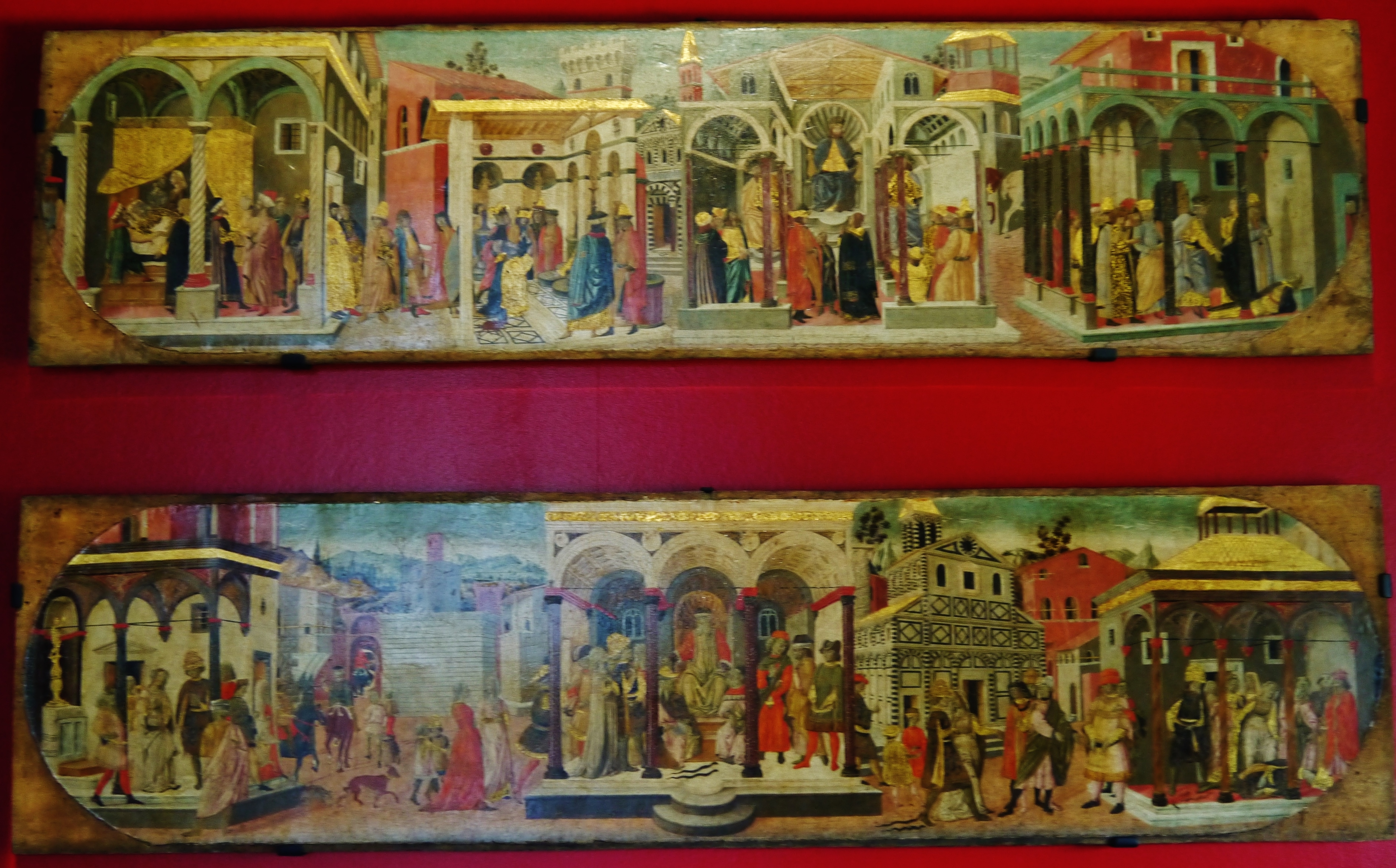
Ensemble de Panneaux peints de Giovanni di Ser Giovanni, anciennement de la Collection Campana.
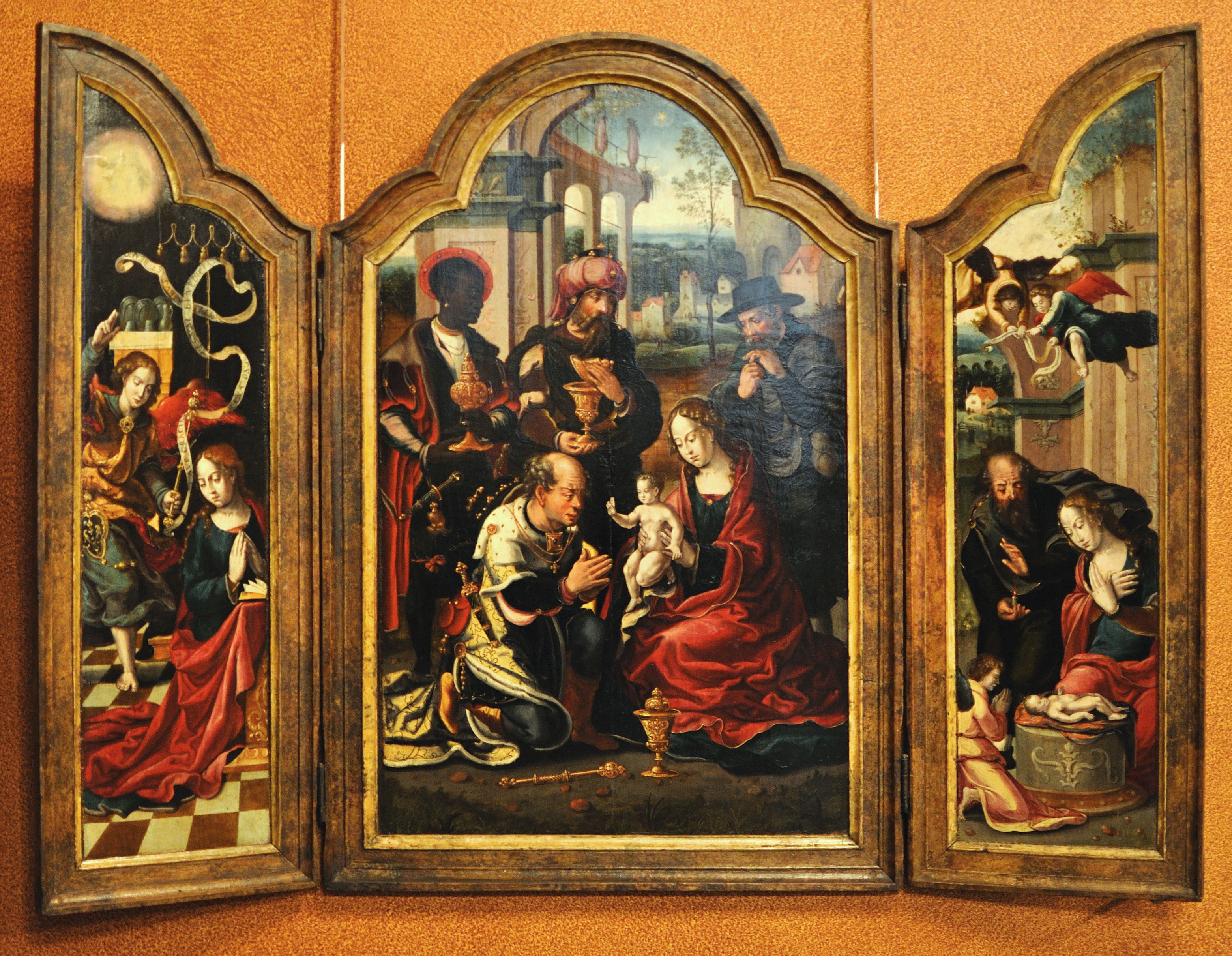
Peinture : Adoration des mages par Pieter Coecke van Aelst.
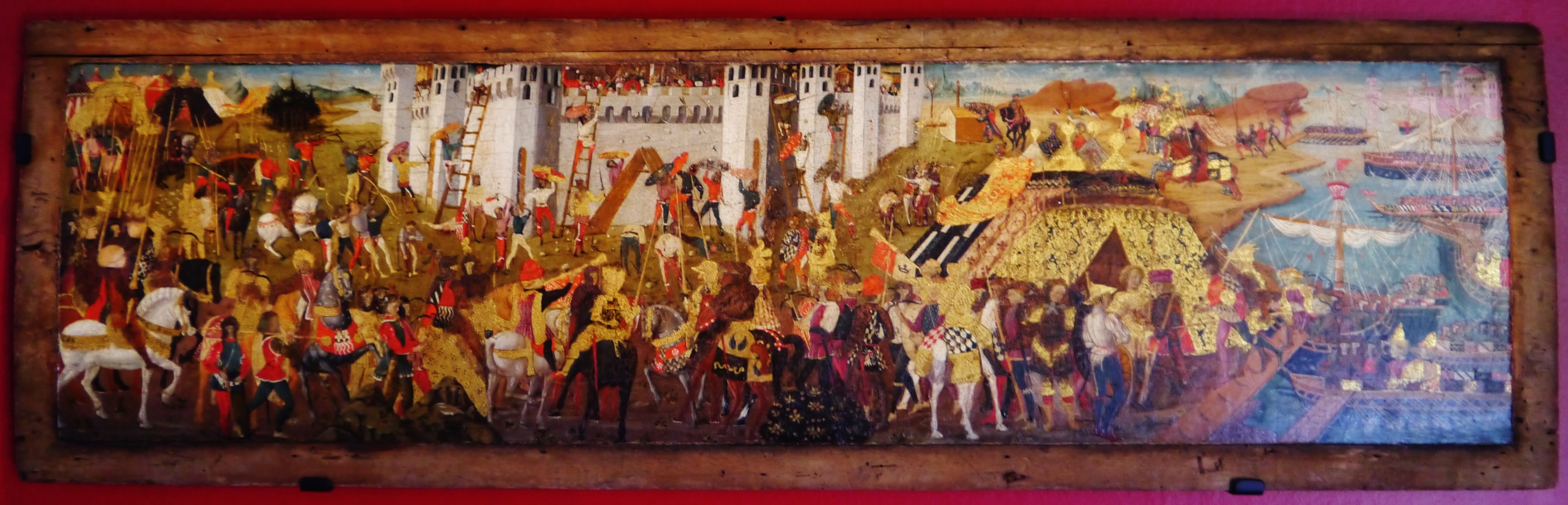
Autre Panneau de La Scheggia
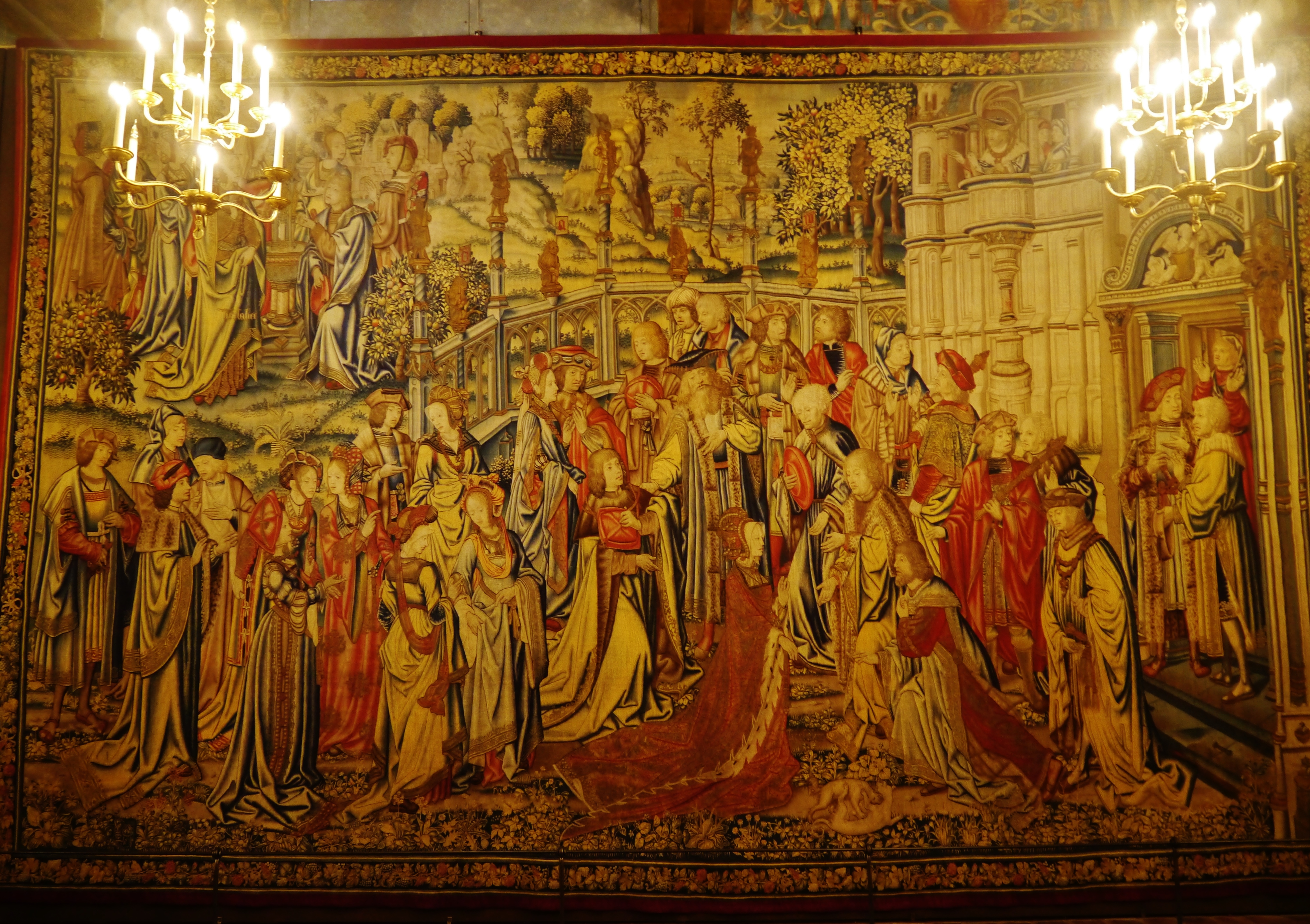
Tapisserie de la galerie de Psyché.
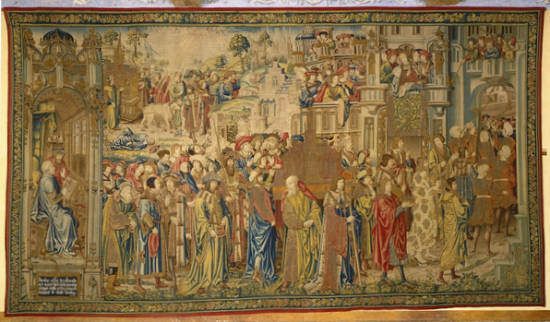
L'une des 10 tapisseries de la tenture de David et Bethsabée.
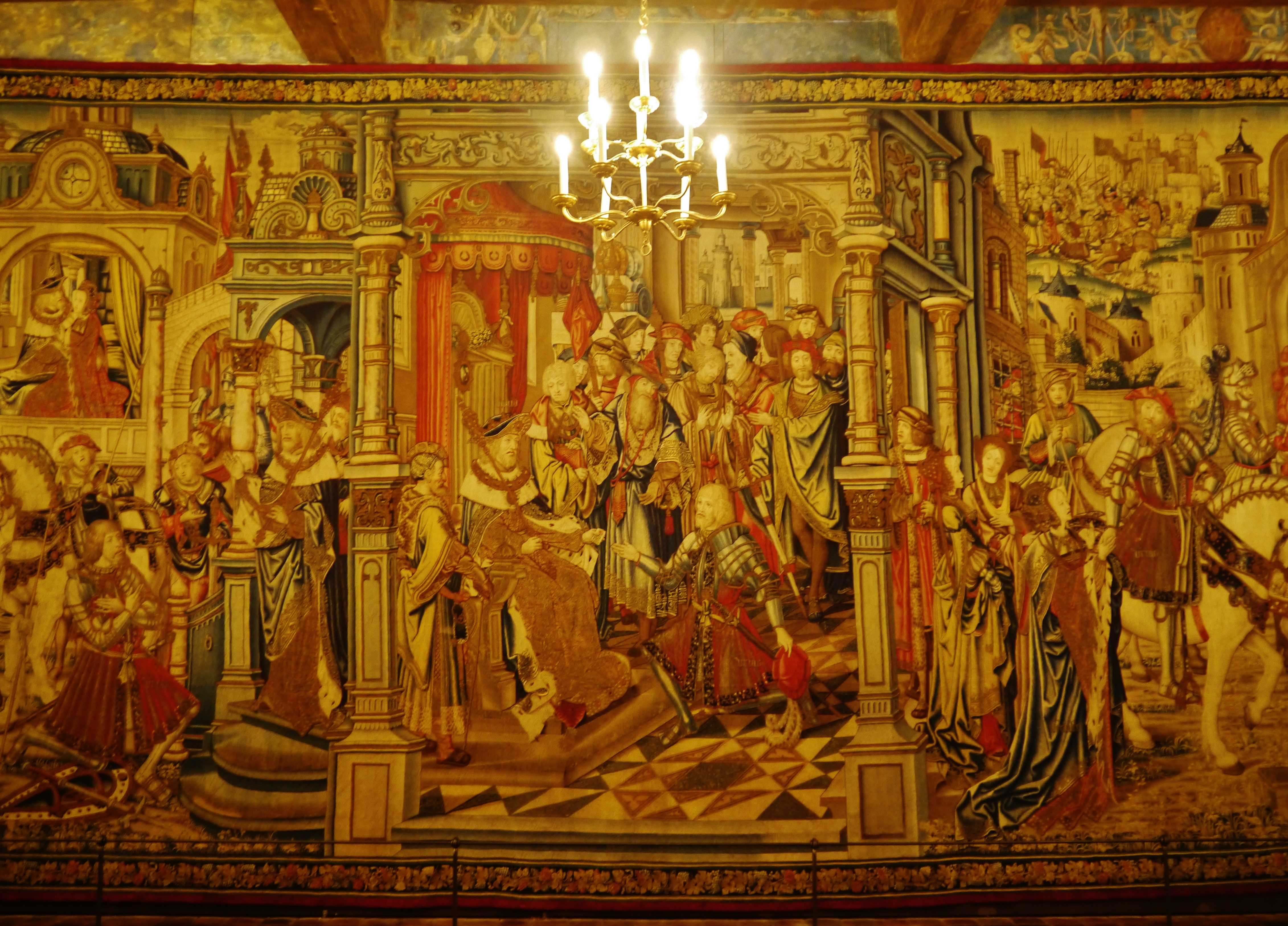
Autre tapisserie de la galerie de Psyché.

## Exemples de sculptures conservées dans le musée

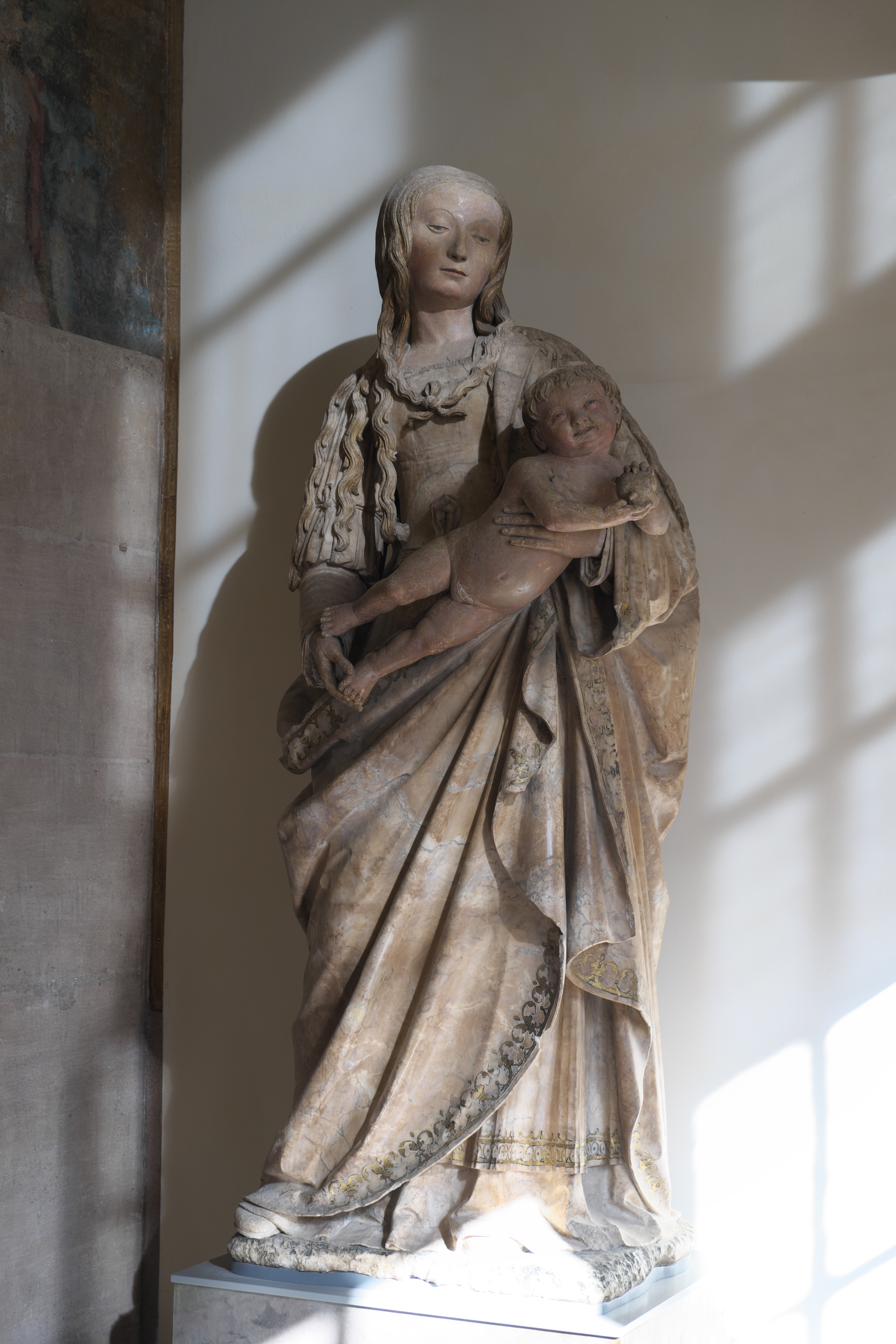
Vierge à l'Enfant.
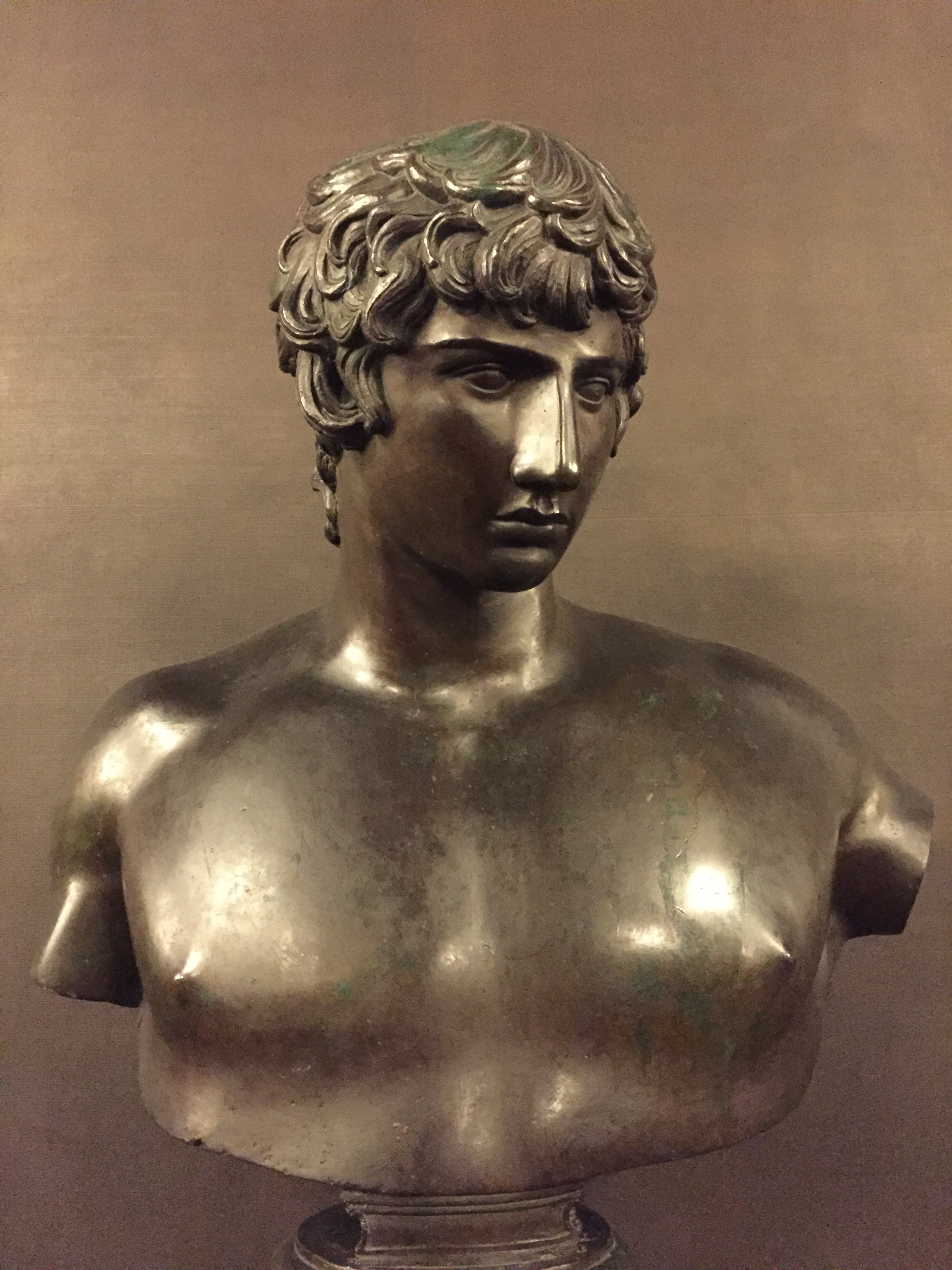
Statue d'Antinoüs.
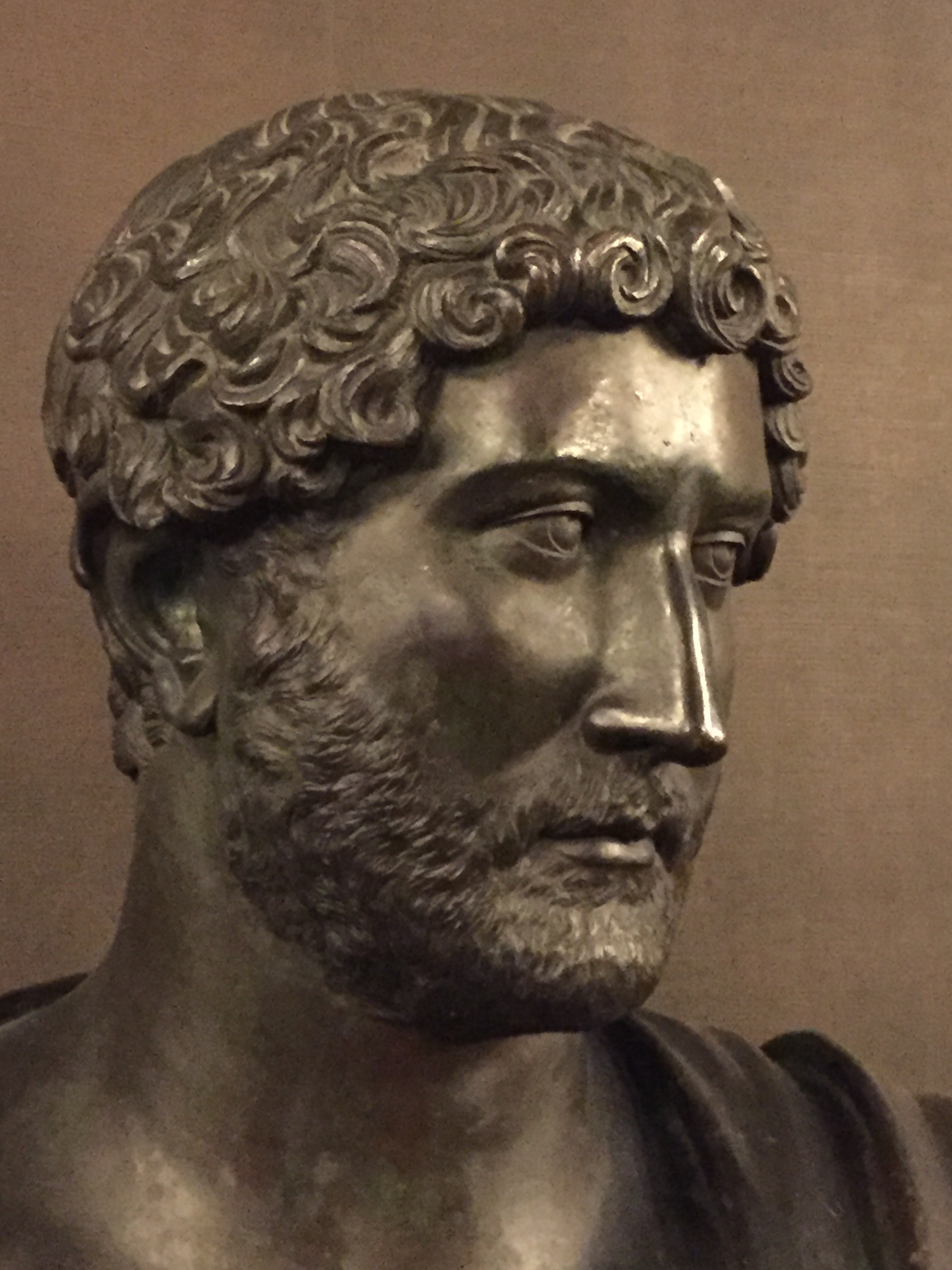
Buste de l’Empereur Romain Hadrien.
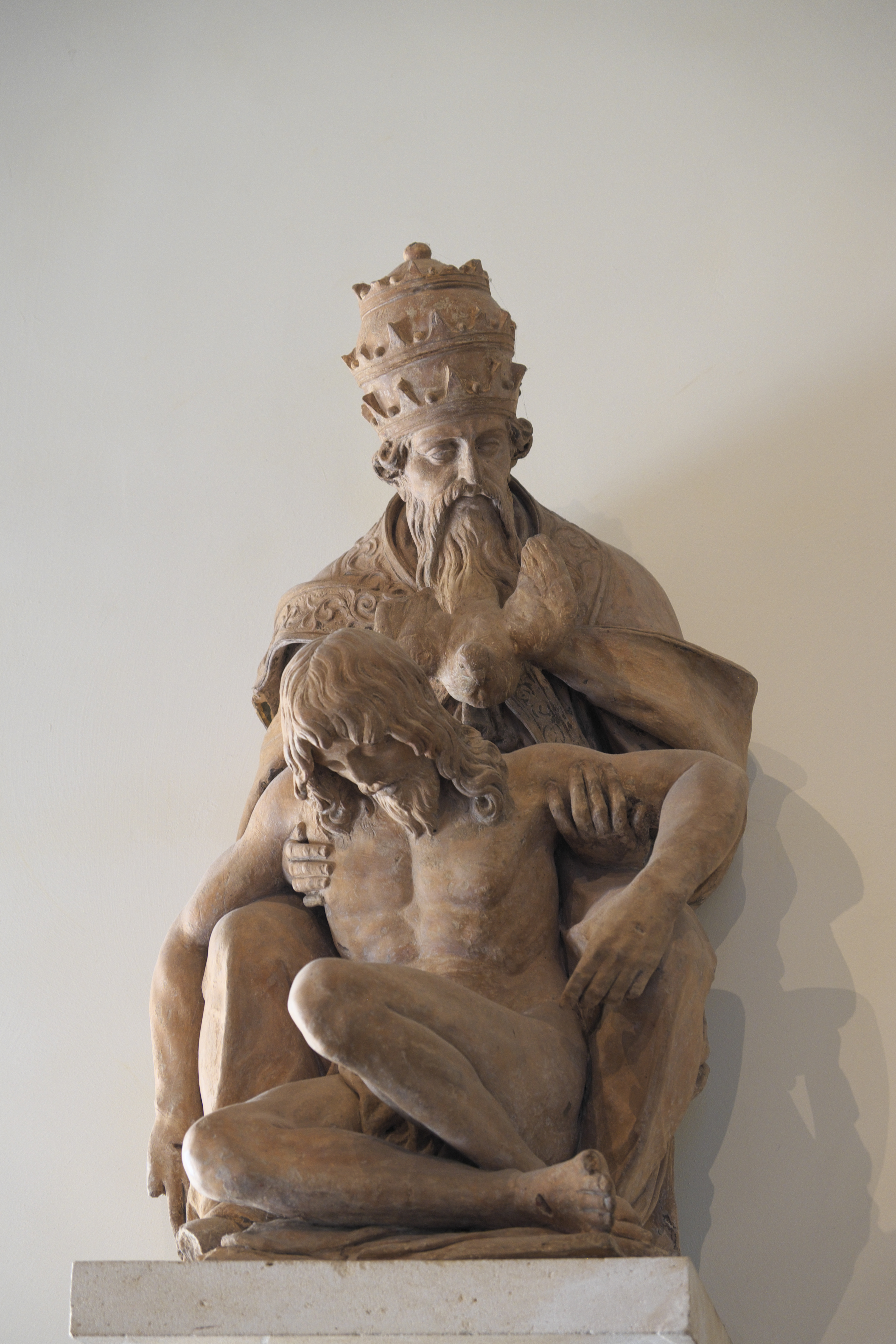
Trinité (XVIe s)

## Exemples de vitraux conservés dans le musée

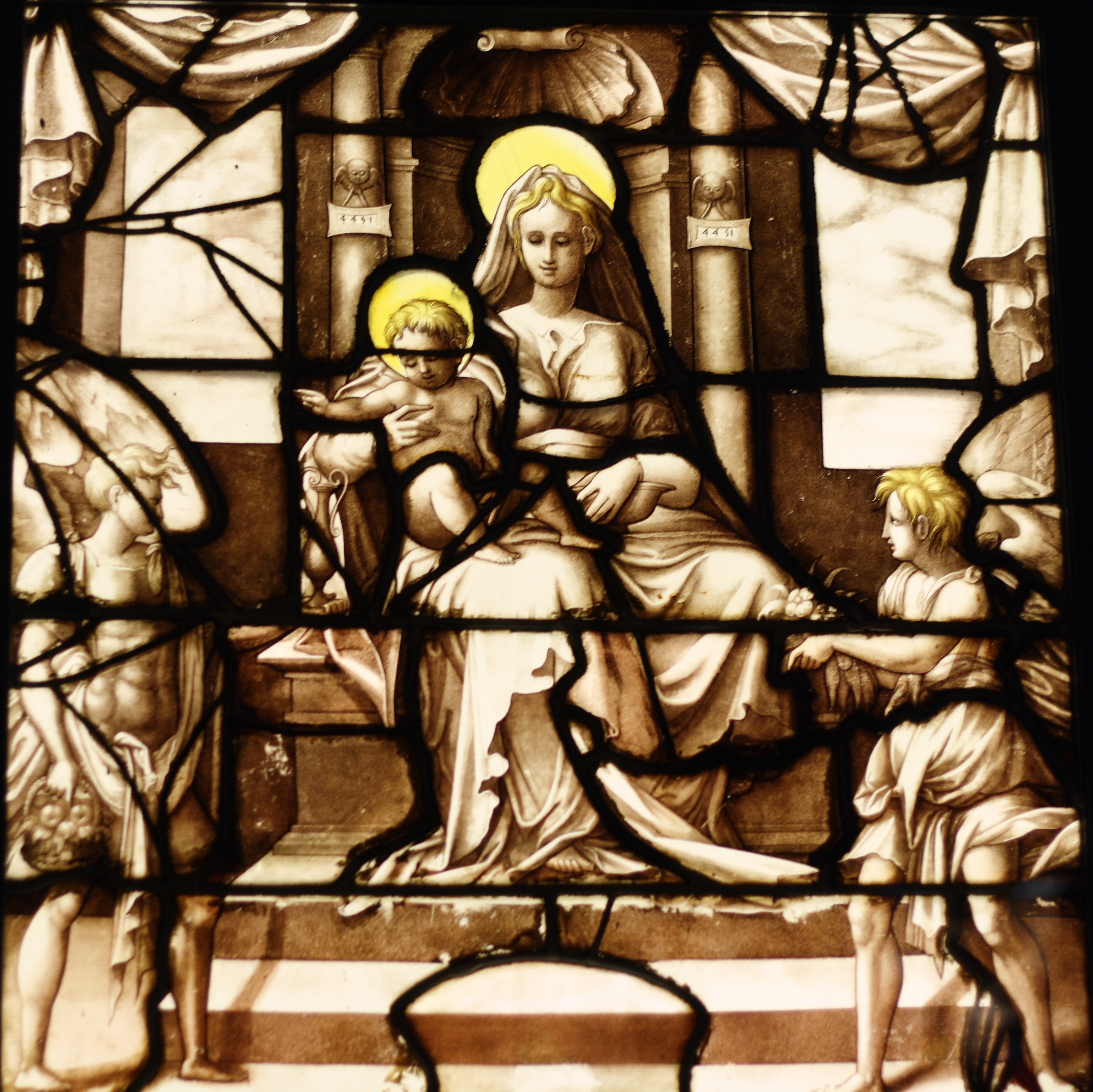
Vierge à l'Enfant.
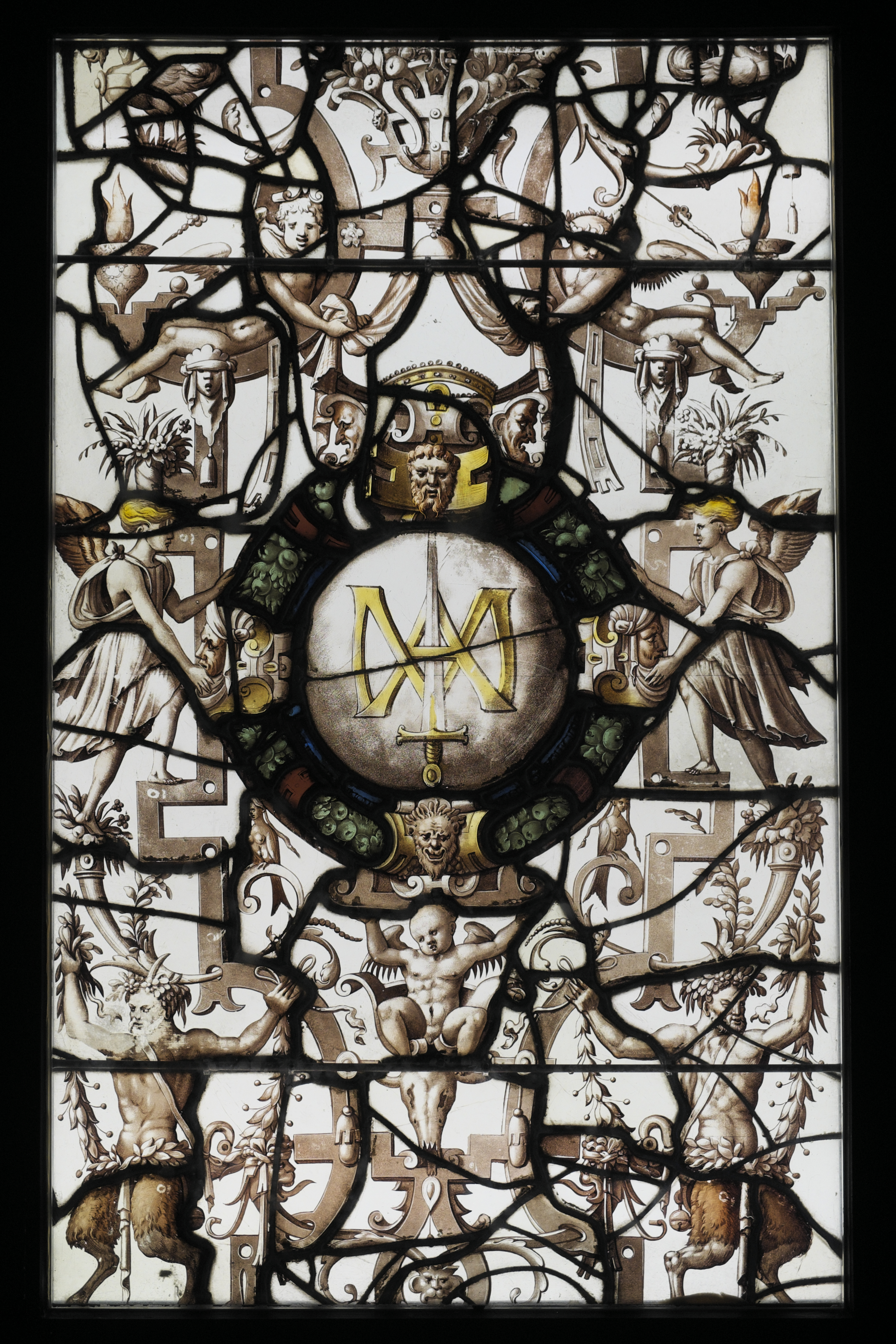
Autre exemple de Vitrail conservé dans le musée.
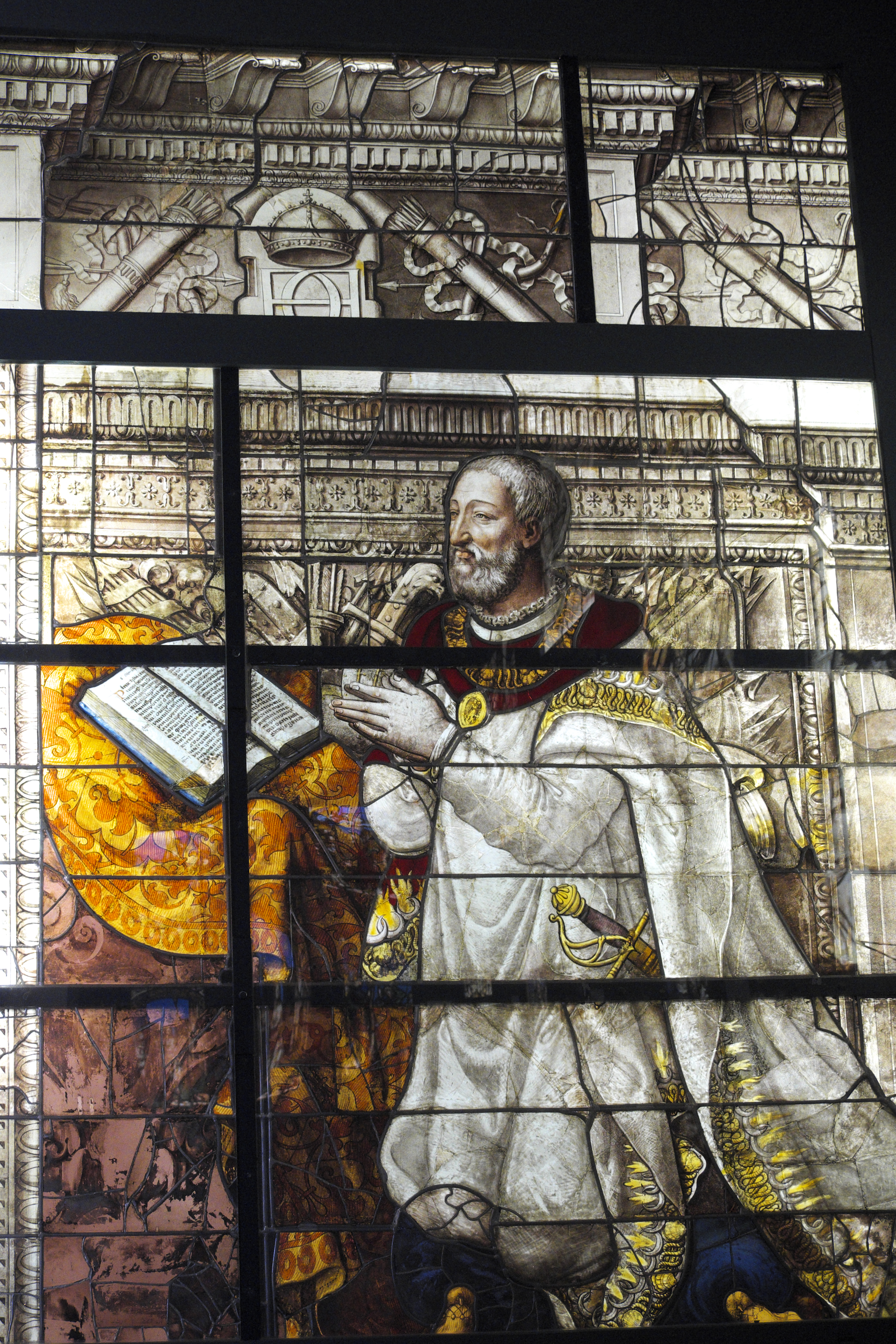
Vitrail : représentation de François Ier portant le manteau de l'Ordre de Saint-Michel, vers 1555.
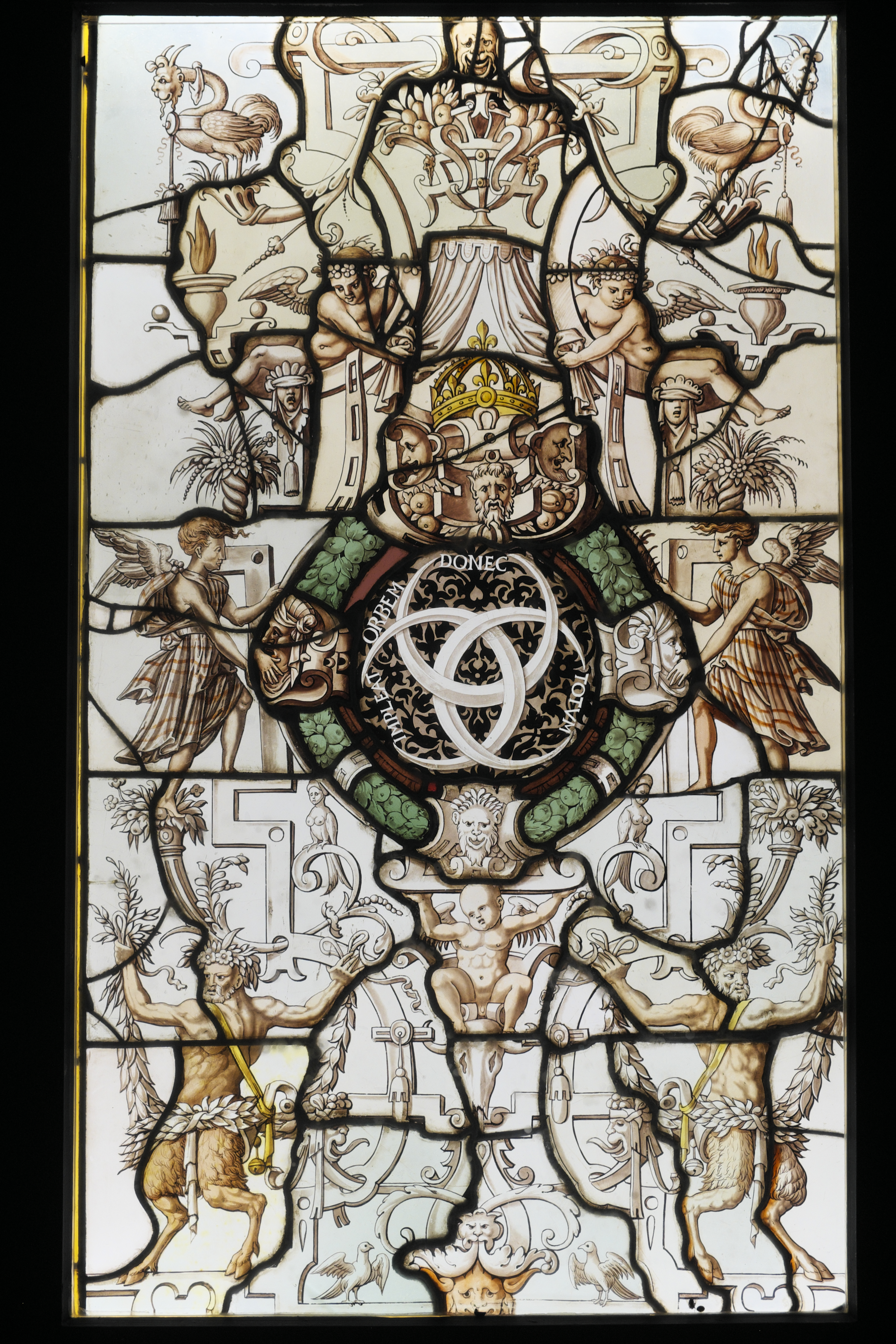
Trois croissants entrelacés.
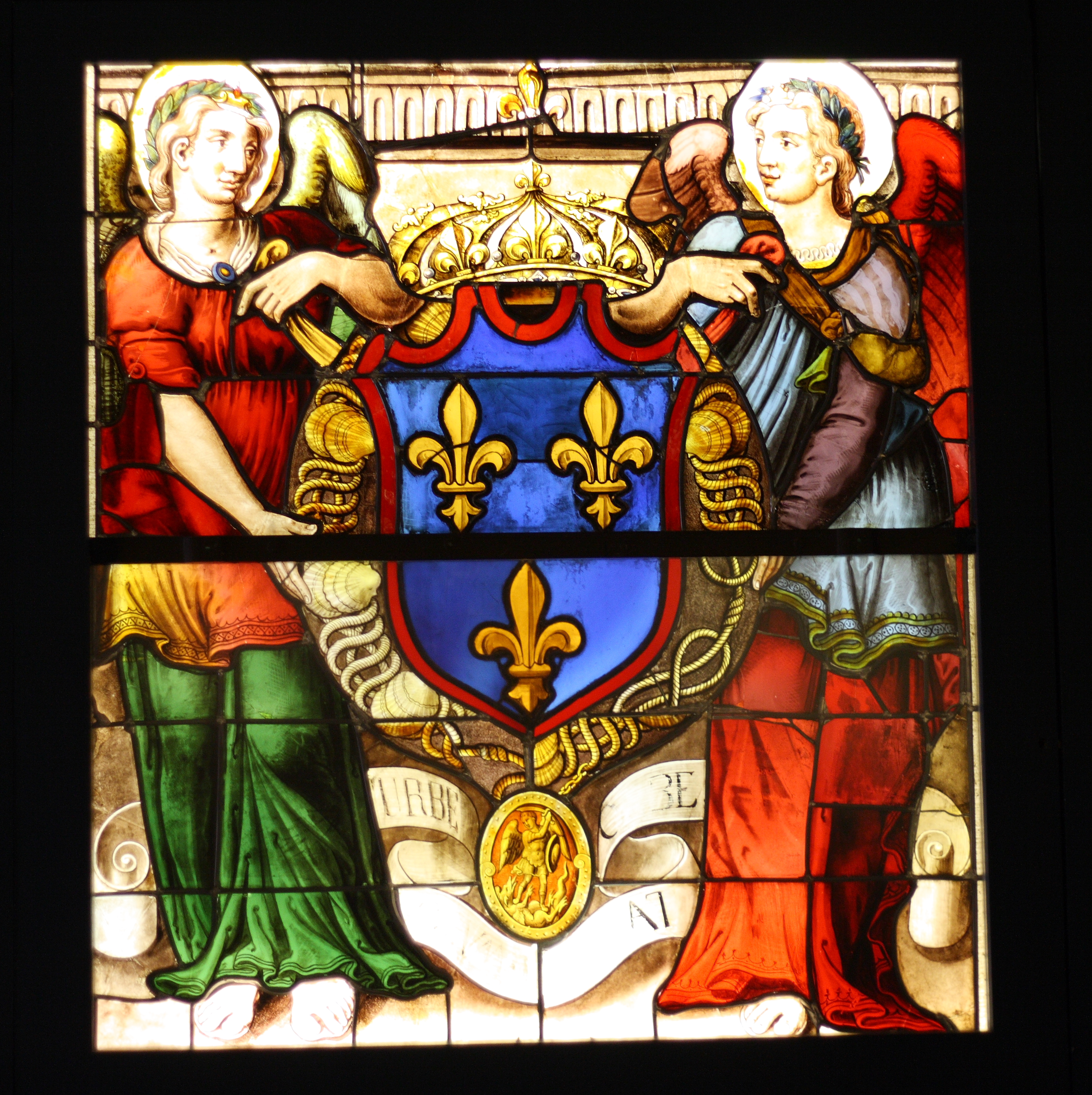
Armoiries royales tenues par deux anges.

## Exemples de mobilier conservés dans le musée

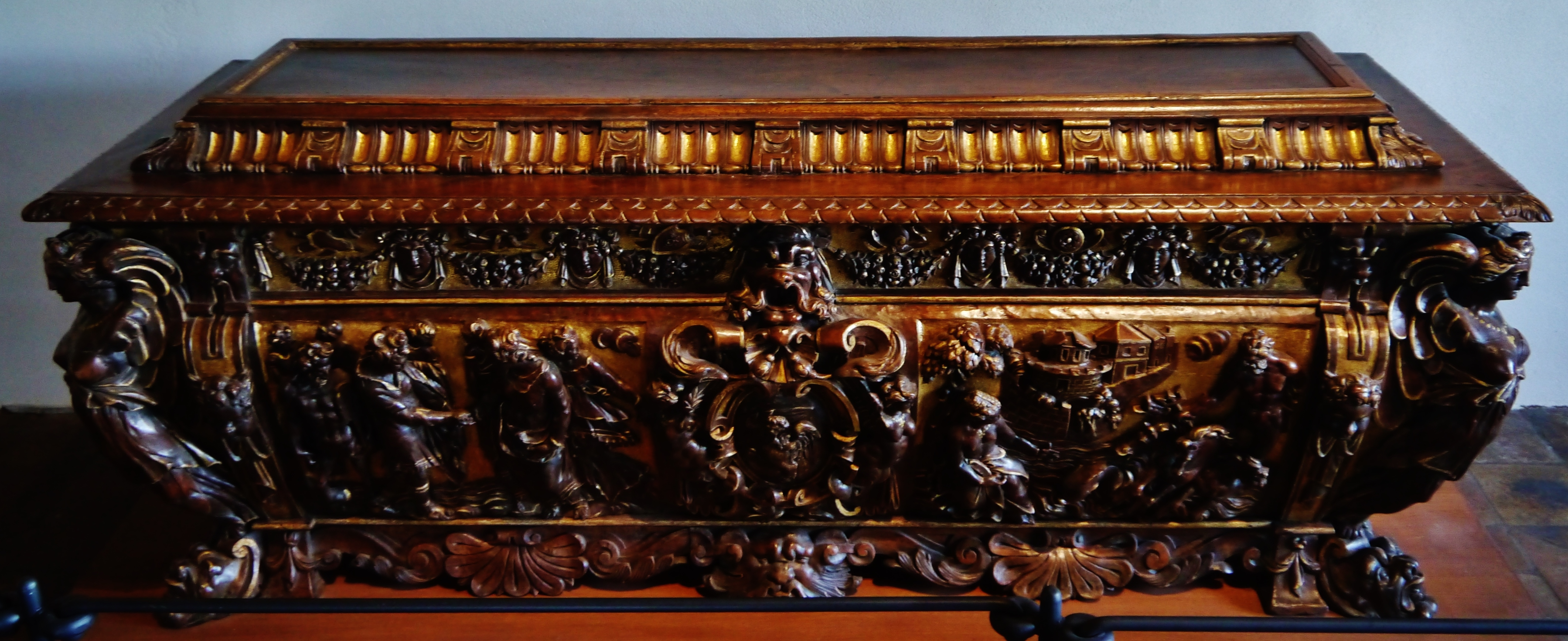
Coffre.
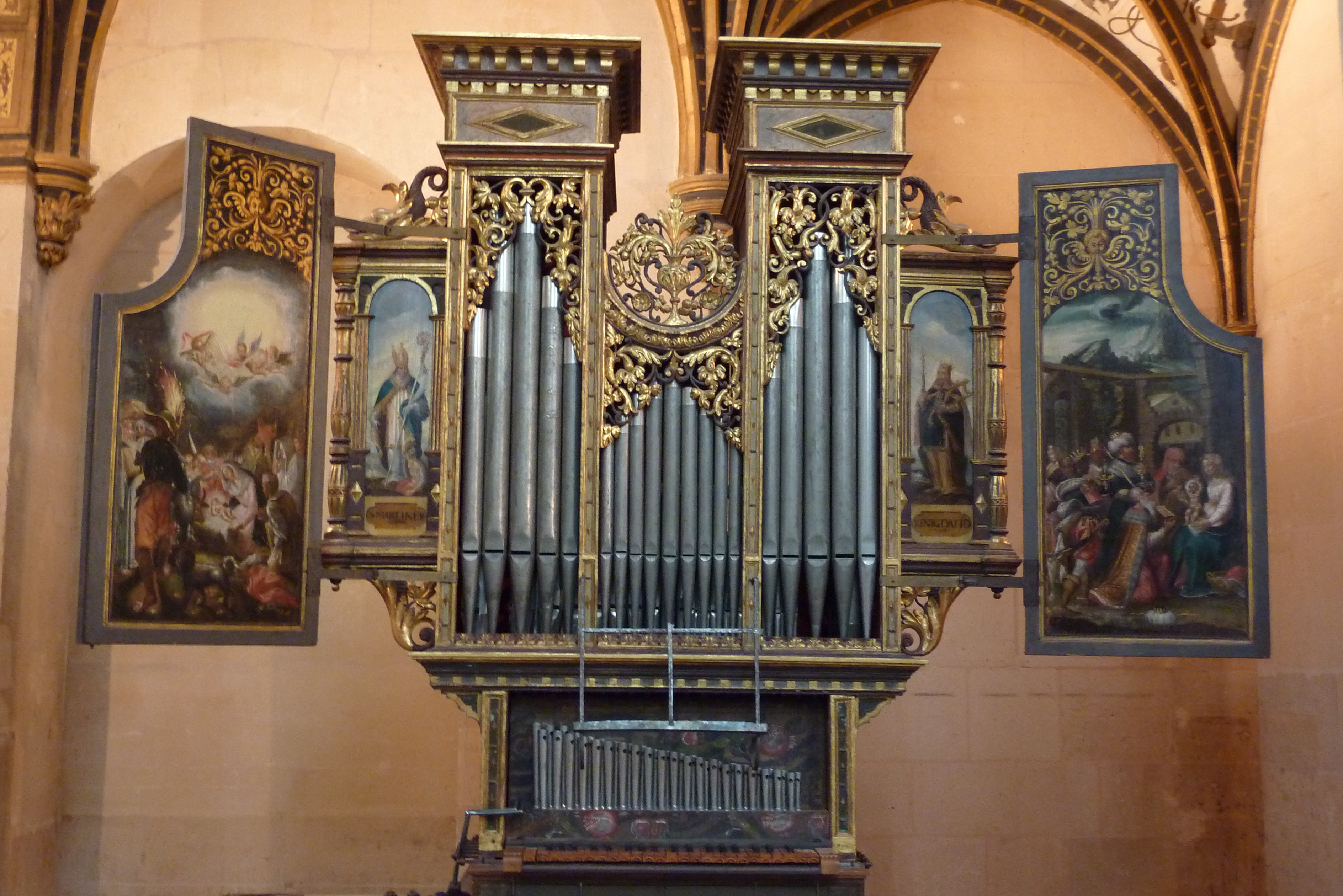
Orgue en forme de retable.
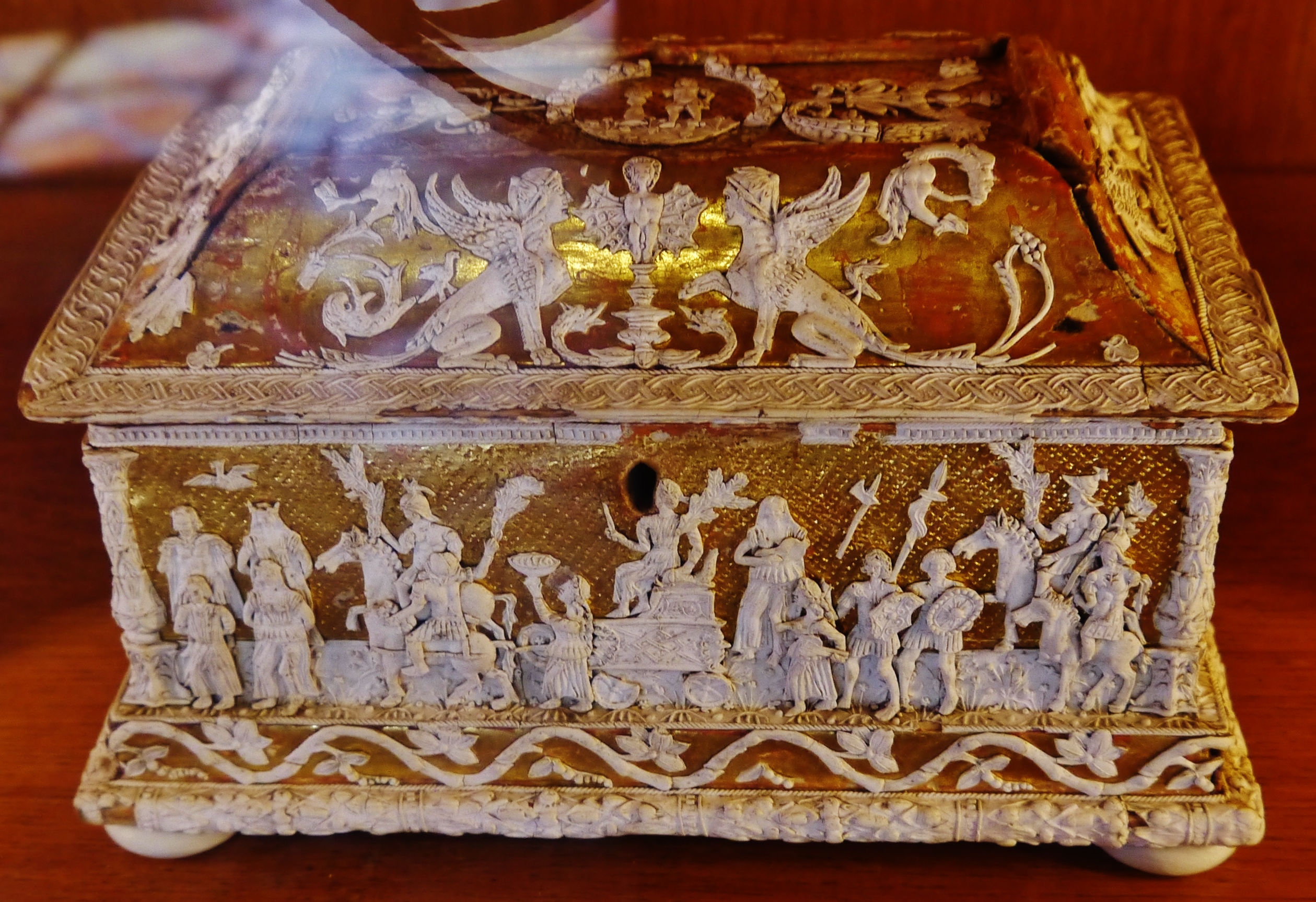
Coffret.
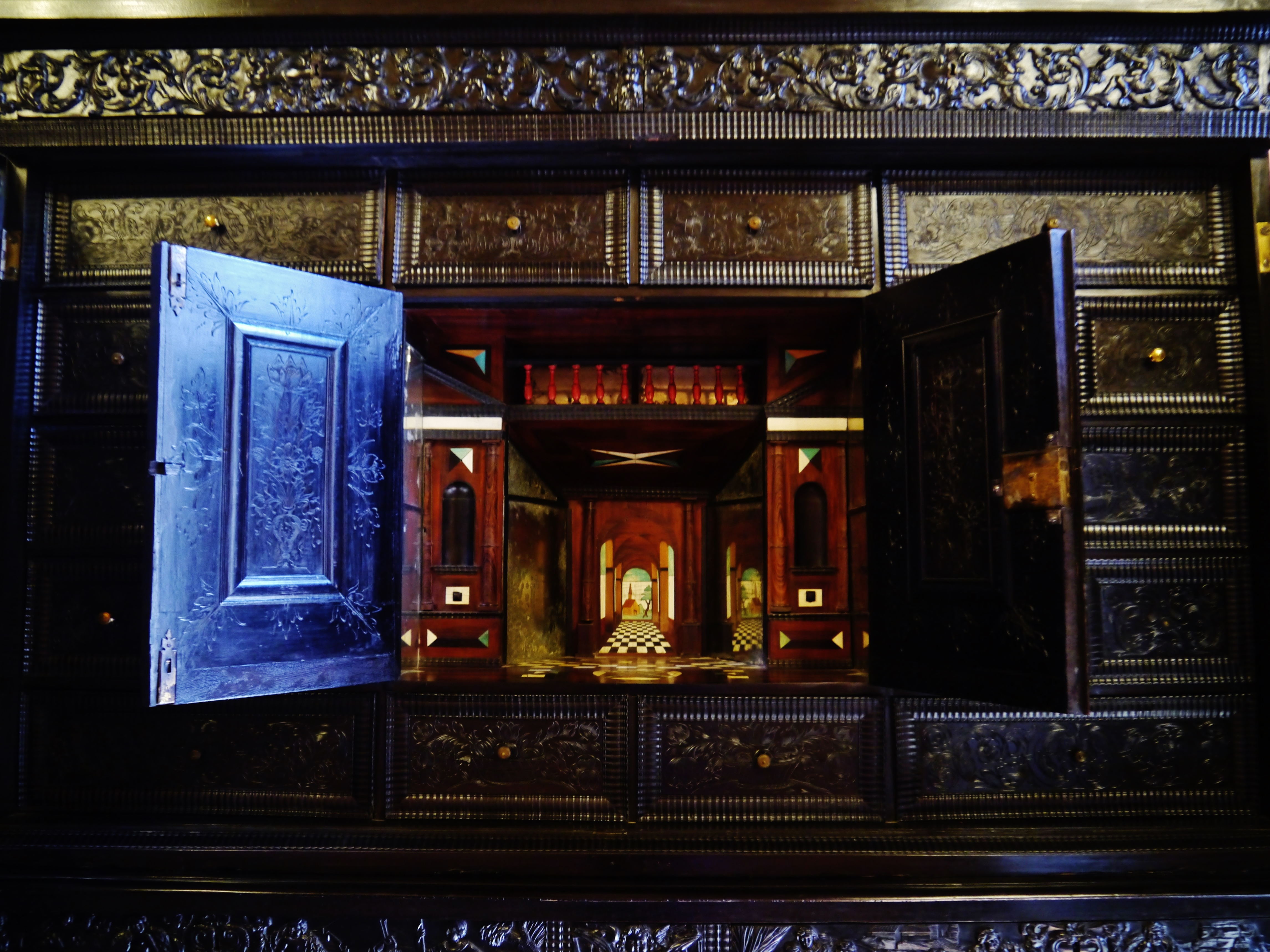
Détail d’armoire à tiroirs multiples.

### L'orfèvrerie et l'horlogerie au musée
- La statuette de Daphné de Wenzel Jamnitzer, réalisée à Nuremberg vers 1550, est l'un des principaux chefs-d'œuvre exposés au musée. Il s'agit d'une statuette en argent blanc, partiellement doré, surmontée par une grande branche de corail rouge. Elle représente la nymphe Daphné changée en arbre, illustrant un chapitre des Métamorphoses d'Ovide. L'œuvre faisait partie du legs de la baronne Salomon de Rothschild (1922)[6].
- L'horloge automate, dite de la Nef de Charles Quint est également une pièce importante. Il s'agit de l'une des horloges les plus élaborées et ornées créées à la Renaissance. Elle est attribuée à Hans Schlottheim (1545-1625), célèbre horloger d'Augsbourg entre 1580 et 1585. Deux autres exemplaires nous sont parvenus, l'un est exposé au British Museum de Londres, l'autre au Kunsthistorisches Museum de Vienne[6].
- La montre en forme d'étoile à 10 branches[7], attribuée à l'orfèvre Martin Duboule, qui vécut de 1583 à 1639 à Genève. Le boîtier de la montre est constitué d'or, d'émail noir et de diamants[6].

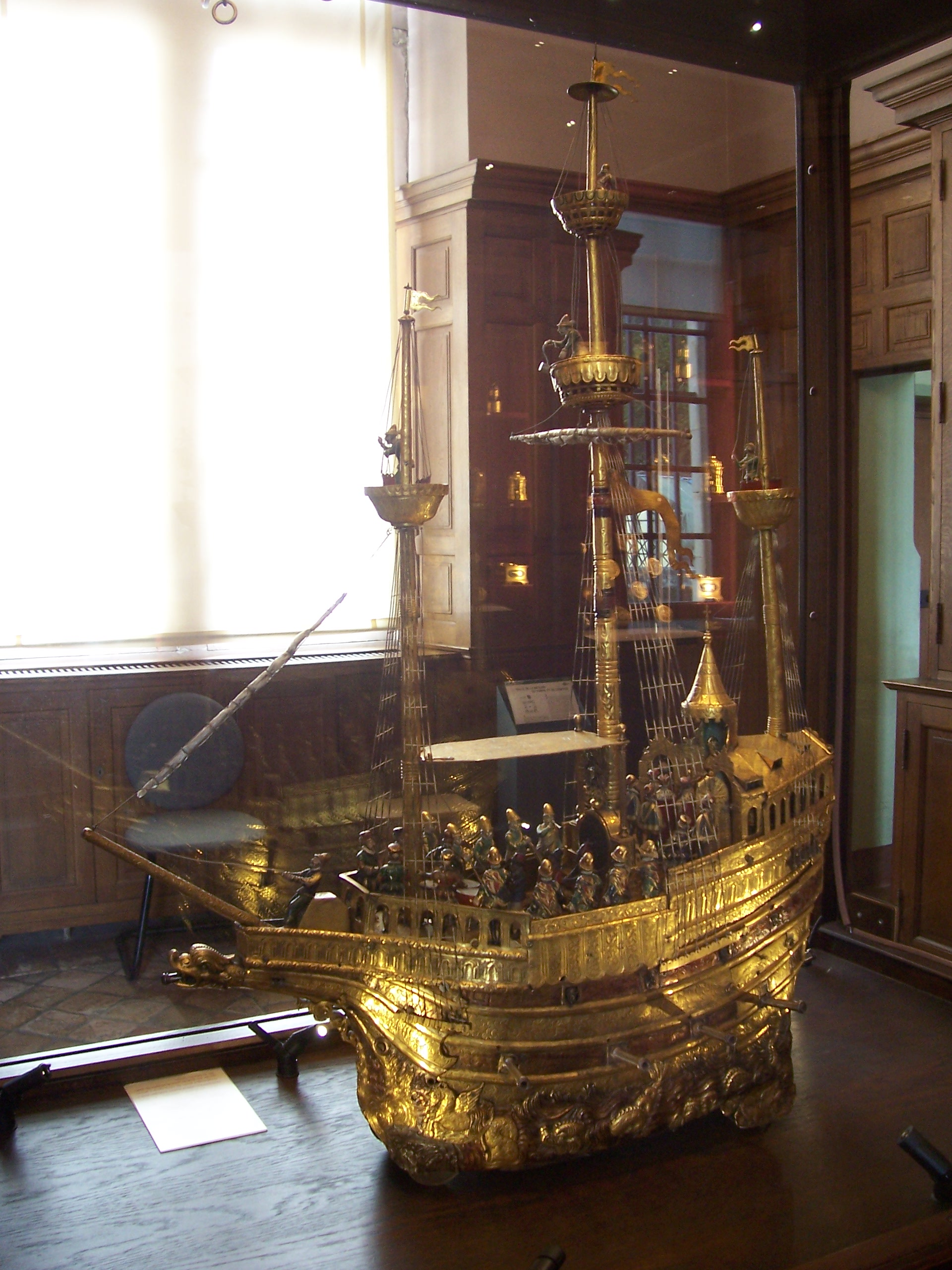
Horloge en forme de navire.
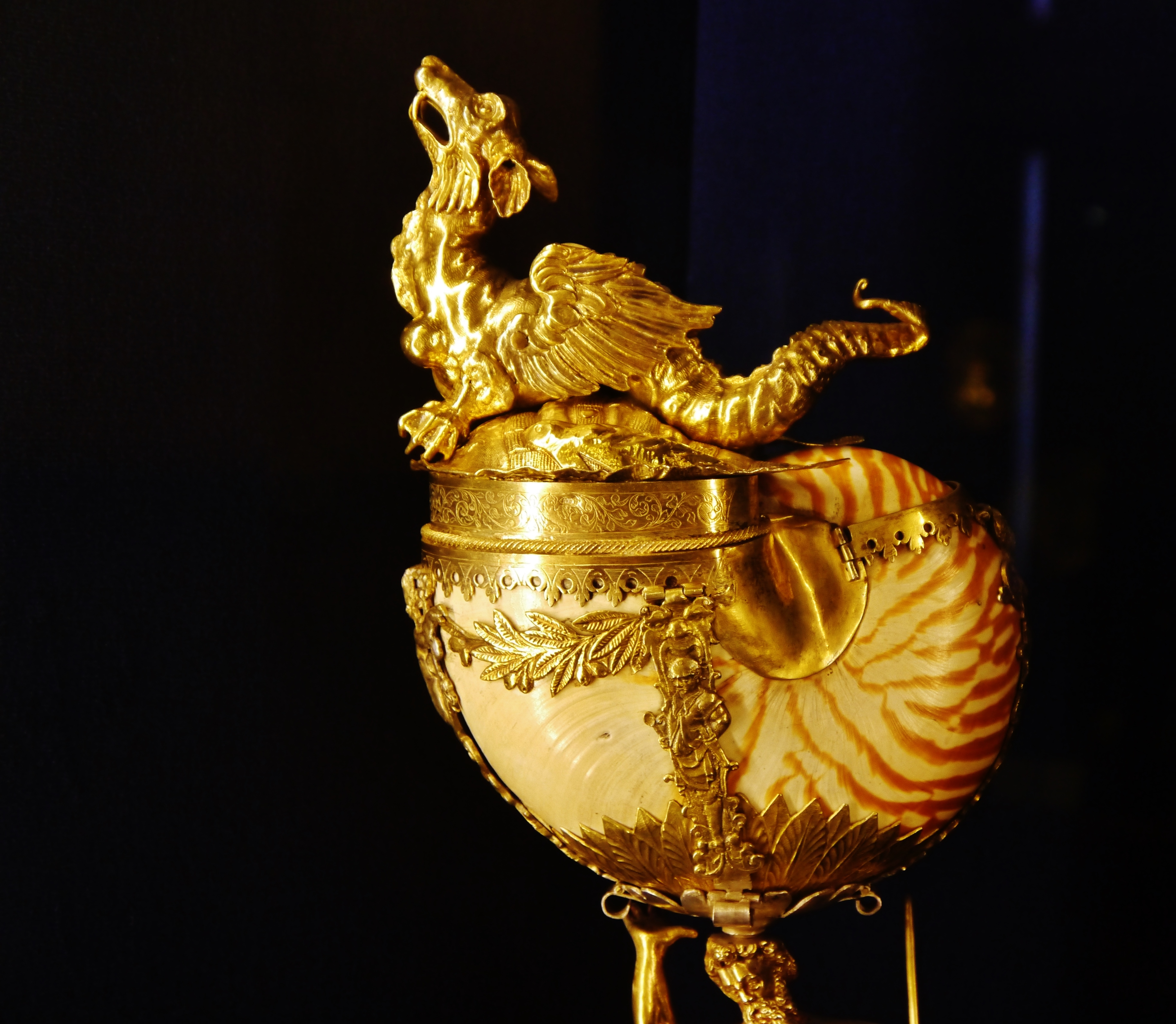
Nautile surmonté d’un dragon, objet d’orfèvrerie du musée.
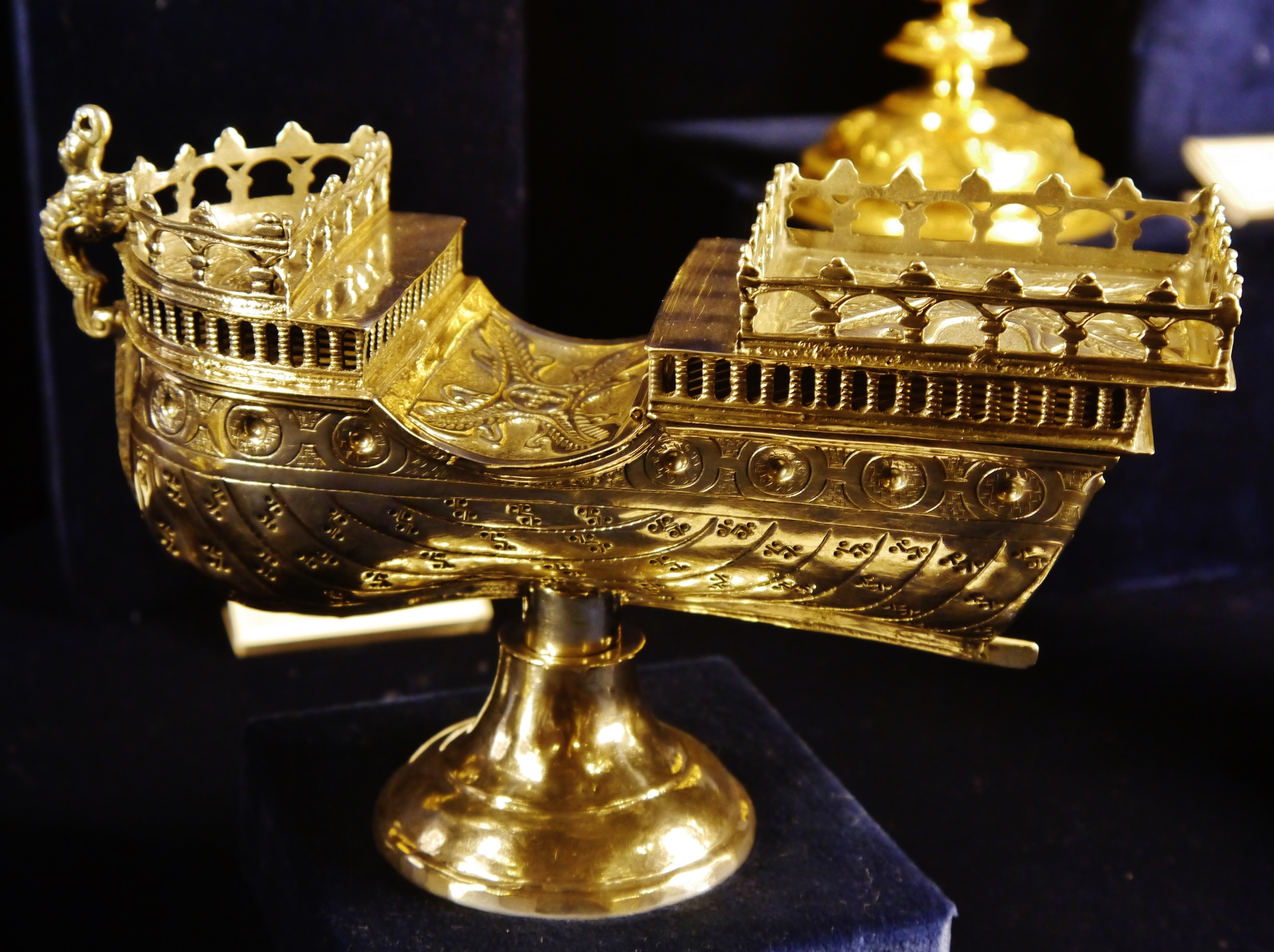
Autre pièce d’orfèvrerie.
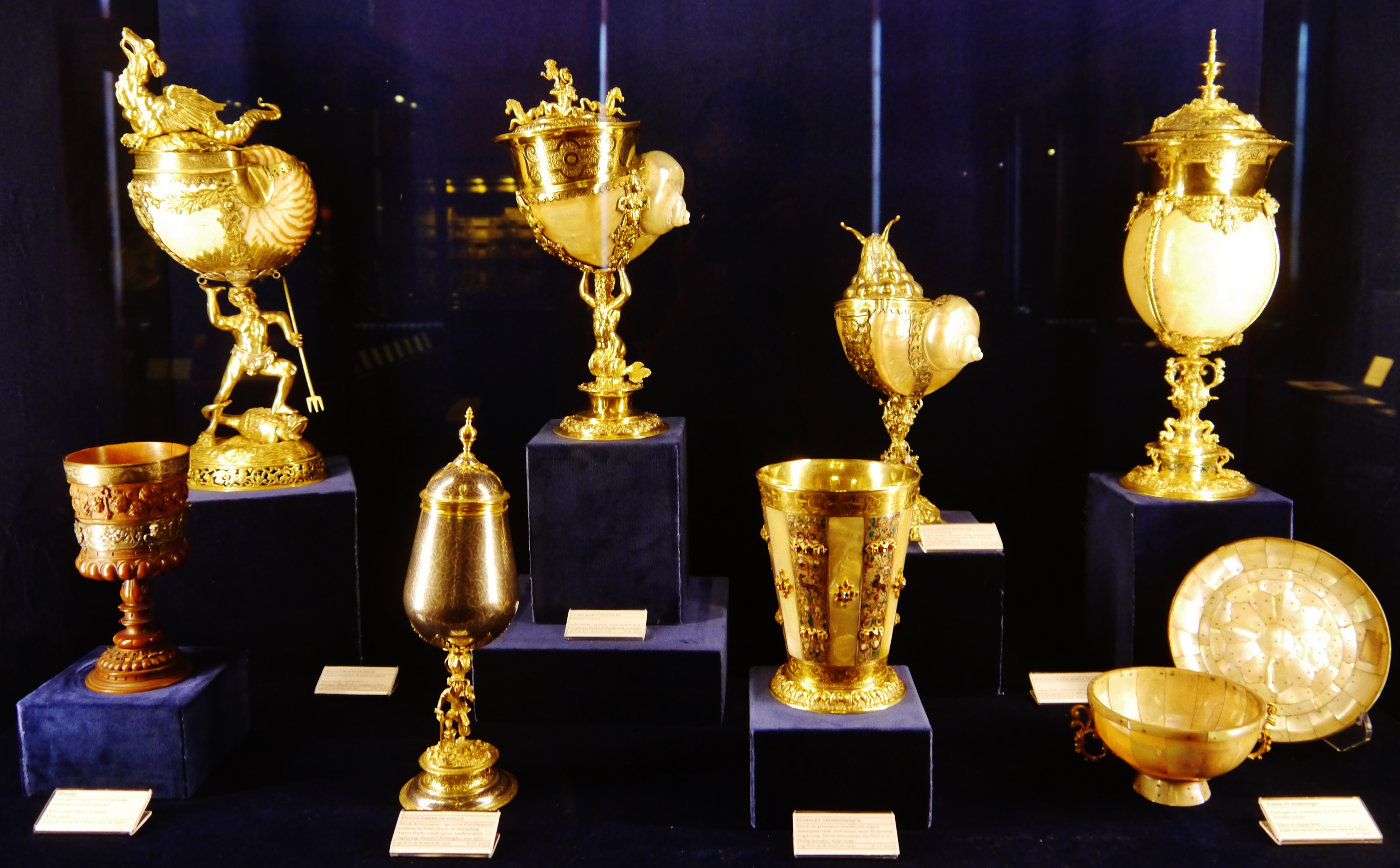
Ensemble de pièces d’orfèvrerie du musée.
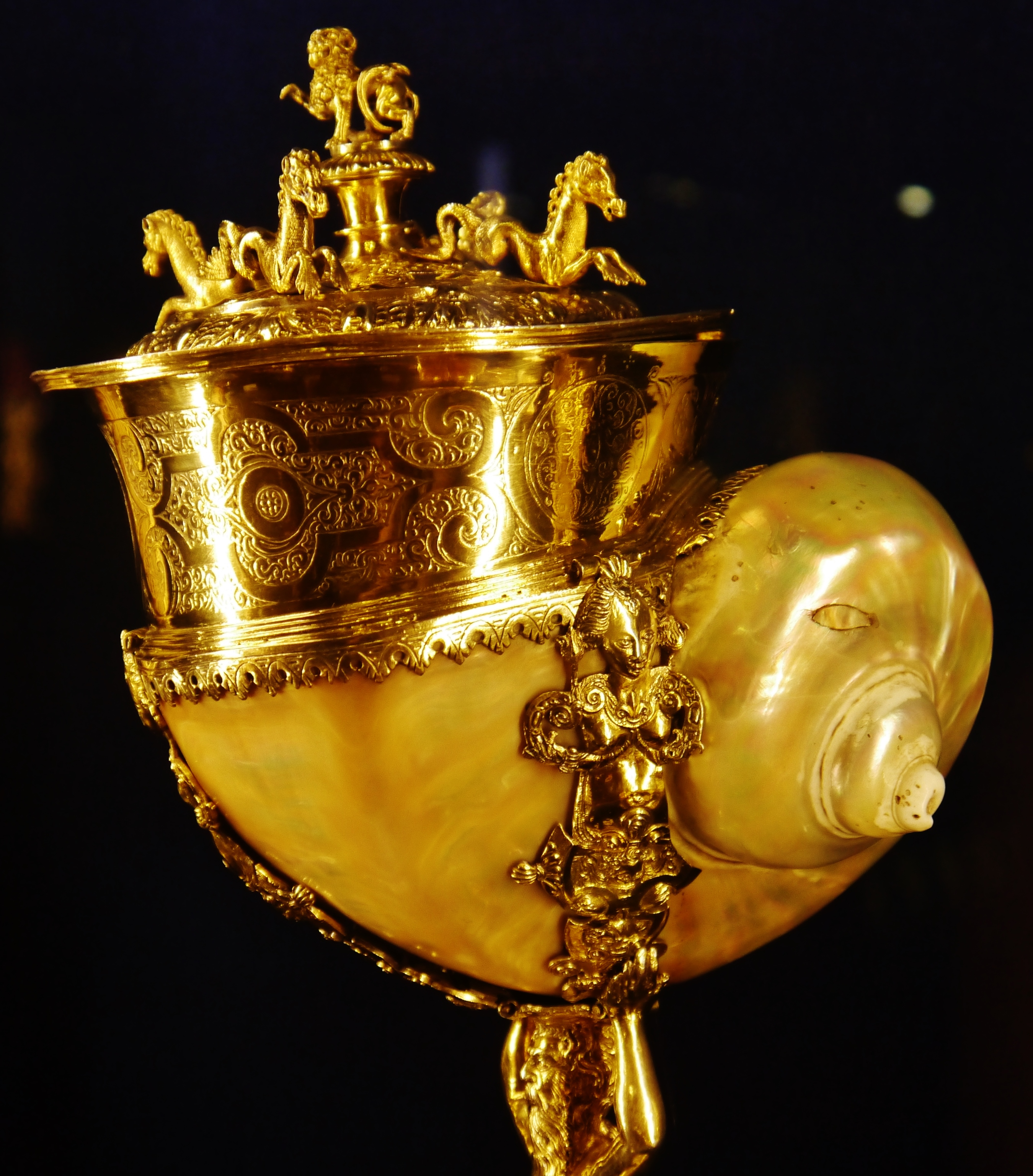
Dorures avec chevaux marins montés sur coquillage nacré.
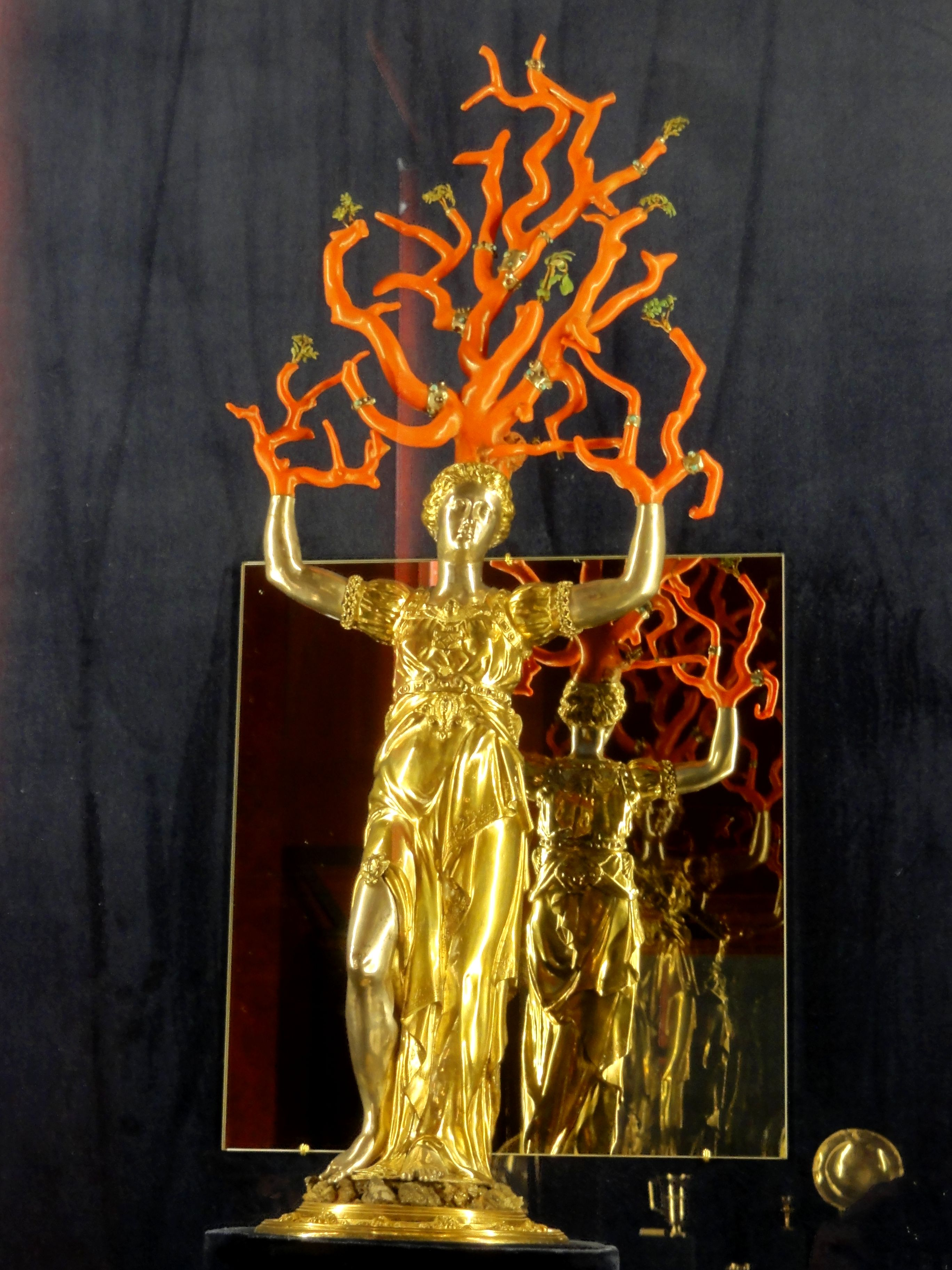
Statuette de Daphné de Wenzel Jamnitzer, Nüremberg, v. 1570.
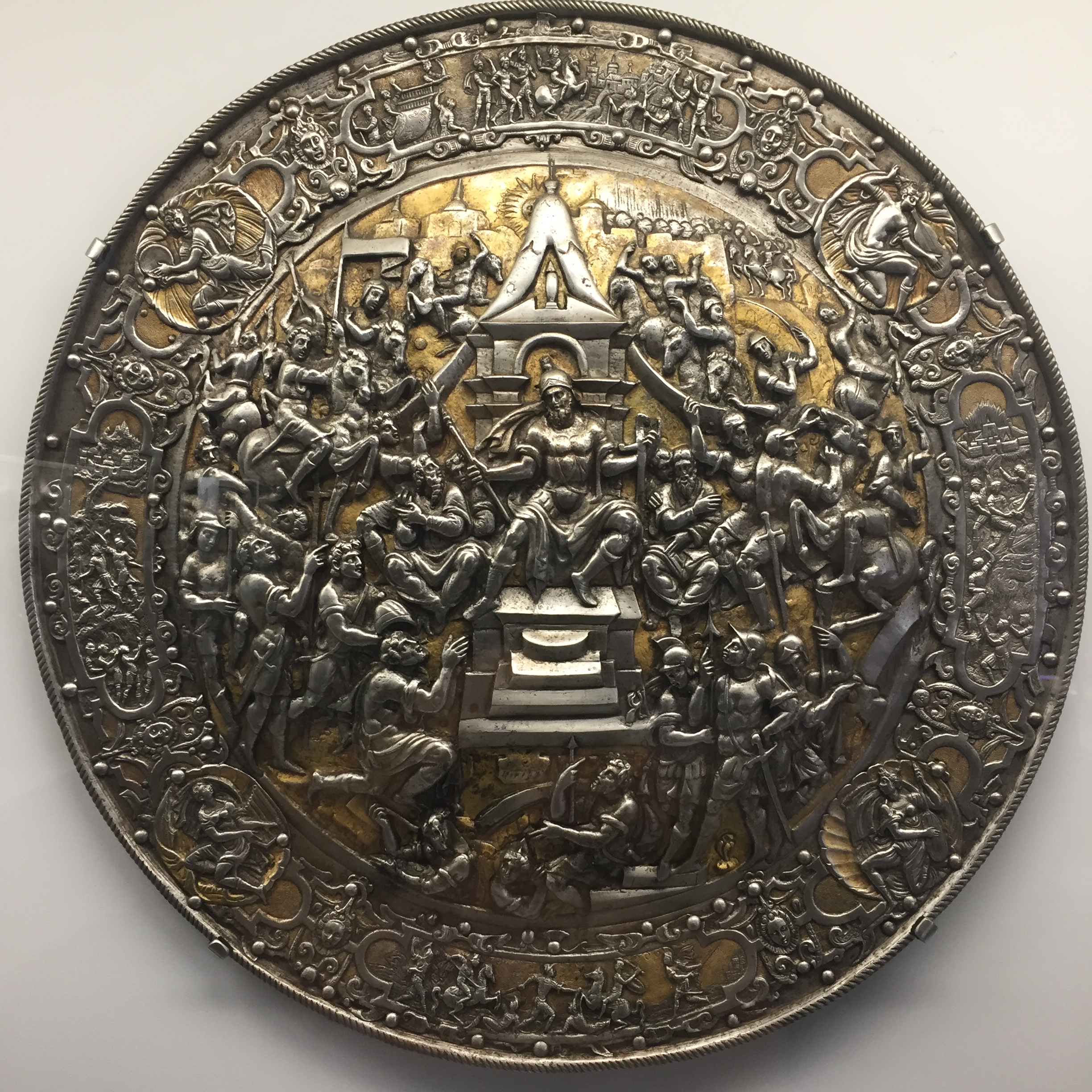
Rondache en provenance d’Italie représentant Charles Quint d’après le dessin de Maarten van Heemskerck, Victorieux, fer repoussé et ciselé, 2e moitié du XVIe siècle.

### La faïence au château d'Écouen
Le château d'Écouen (devenu Musée national de la Renaissance, Val-d'Oise) fut bâti par Anne de Montmorency, grand amateur de céramiques.
Il contient donc de très nombreuses faïences de l'époque Renaissance, dont une partie fut réalisée par Masseot Abaquesne.
On peut citer notamment le triptyque en faïence Le Déluge, embarquement sur l'arche, ainsi que les pavements en céramique.
Ce sont des œuvres typiques de la Renaissance, probablement réalisées vers 1550, et très colorées du fait de leur fonction d'ornement.
On peut admirer au château d'Écouen une importante collection de :
- majoliques renaissantes provenant de Casteldurante et Urbino dans les Marches italiennes ou Montelupo en Toscane dont notamment celles réalisées par Nicola da Urbino en 1525 ;
- des céramiques de Bernard Palissy ;
- terrecotte invetriate des Marches ou de Toscane ;
- Emaux, provenant de Limoges et de Longwy ;
- 522 pièces uniques de faïence ottomane (plats, bouteilles, coupes) qui furent pour l'essentiel réalisées dans la deuxième moitié du XVIe siècle, à İznik, en Turquie ;
- de très nombreuses autres faïences et céramiques provenant du monde entier sont visibles dans ce Musée, dans la collection des Arts du feu. Toutes les œuvres datent de la Renaissance.

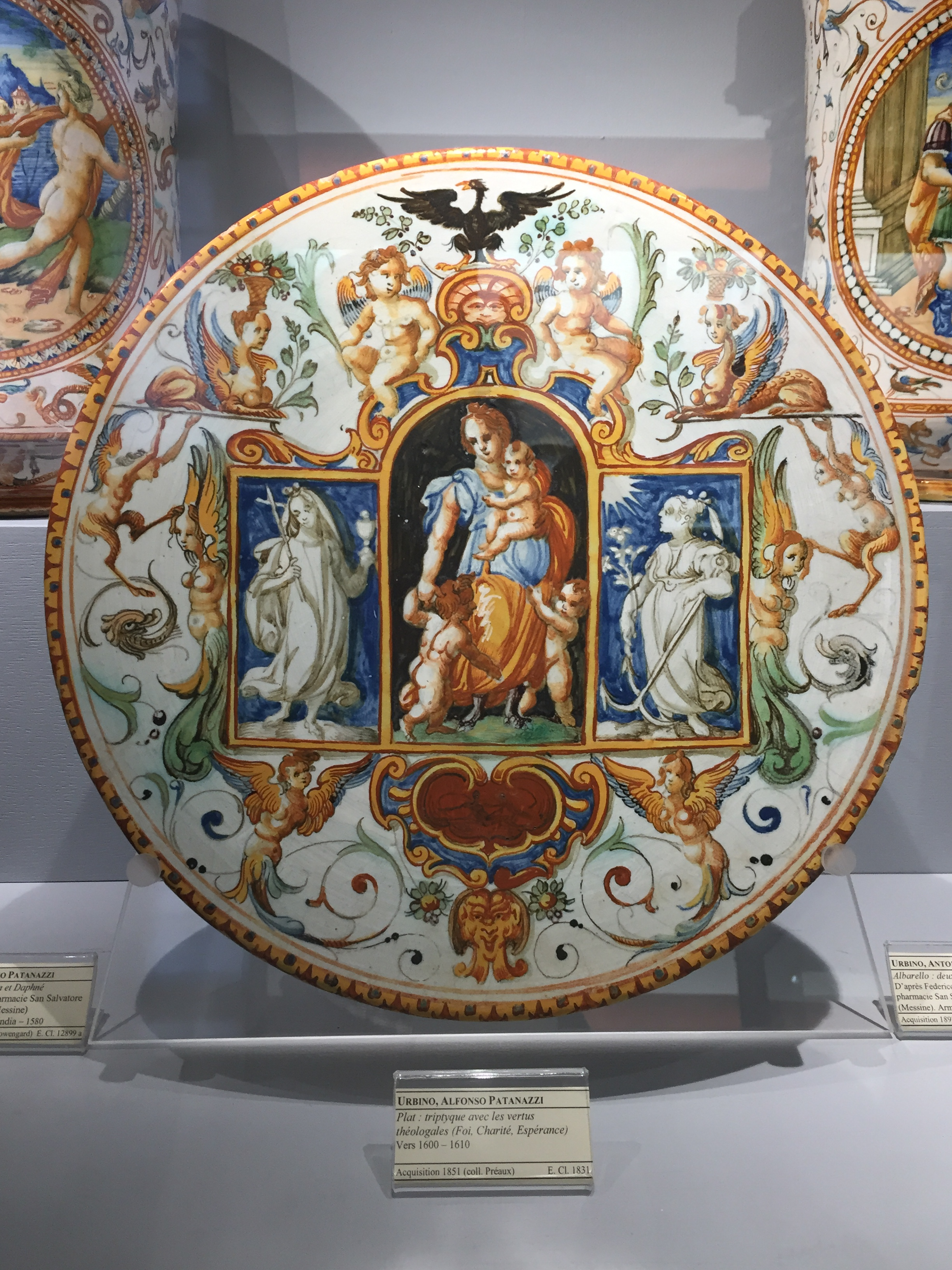
Majolique d'Alfonso Patanazzi d'Urbino datant du tout début XVII°, présentant les vertus théologales (Foi, Charité et Espérance), musée de la Renaissance d'Écouen.
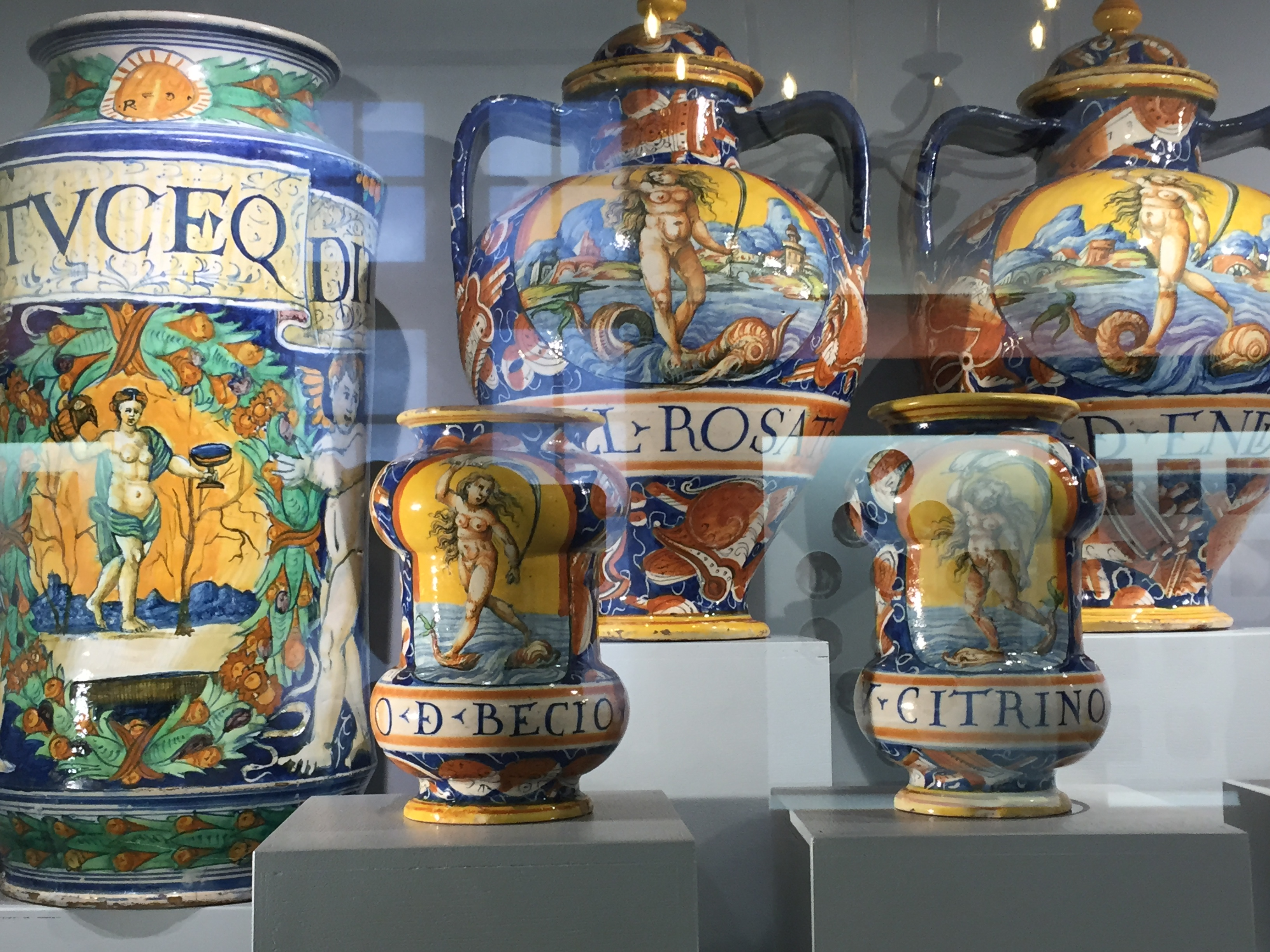
Majoliques d'Urbino, Casteldurante et Montelupo au musée de la Renaissance d'Écouen.
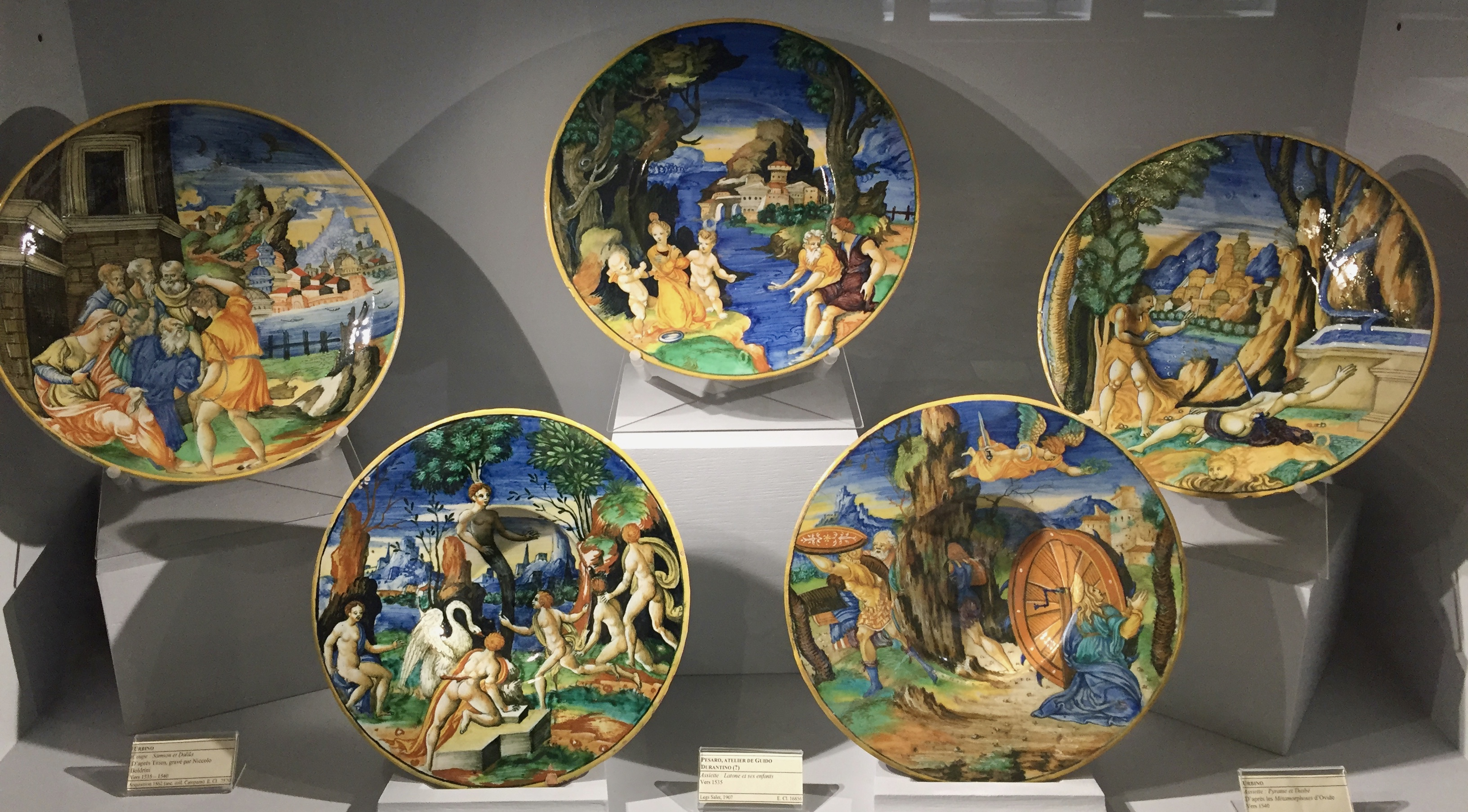
Ensemble de Majoliques de la région des Marches, musée de la Renaissance d'Écouen.
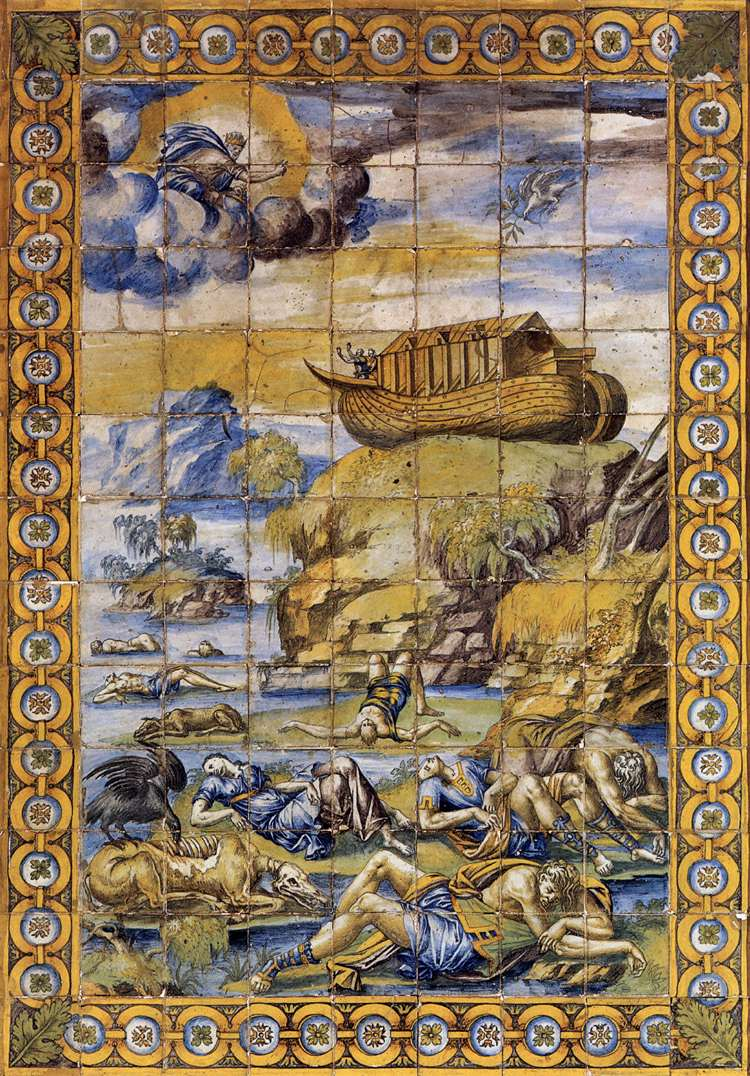
Faïence : Le Déluge, embarquement sur l'arche, triptyque réalisé vers 1550 par Masseot Abaquesne.

## Expositions temporaires
Le musée national de la Renaissance présente régulièrement des expositions temporaires sur des thèmes en rapport avec ses collections :
- A cheval, le portrait équestre dans la France de la Renaissance, du 16 octobre 2024 au 27 janvier 2025[8],
- Antoine Caron, le théâtre de l'histoire, du 5 avril au 3 juillet 2023[9],

## La Société des Amis du musée national de la Renaissance au château d'Écouen
Fondée en 1970, l'association veille depuis à la sauvegarde du château d'Écouen. Elle accompagne désormais les activités scientifiques du musée national de la Renaissance, organise concerts, visites et conférences.

La société contribue également au développement et l'enrichissement des collections du château. Elle participe en effet à l'achat d'objets d'art dans le but de compléter le fonds des collections.

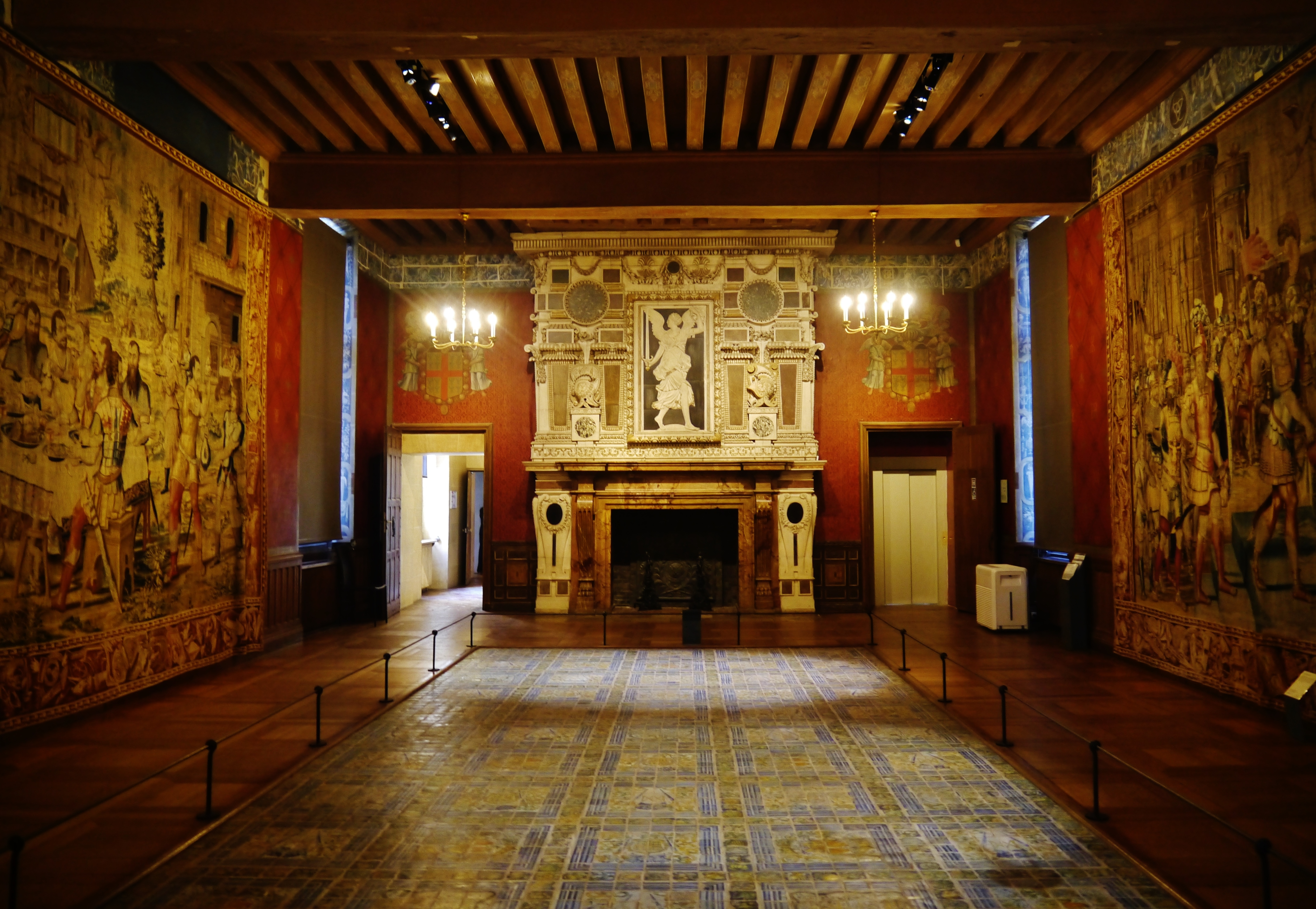
Grande salle du roi.
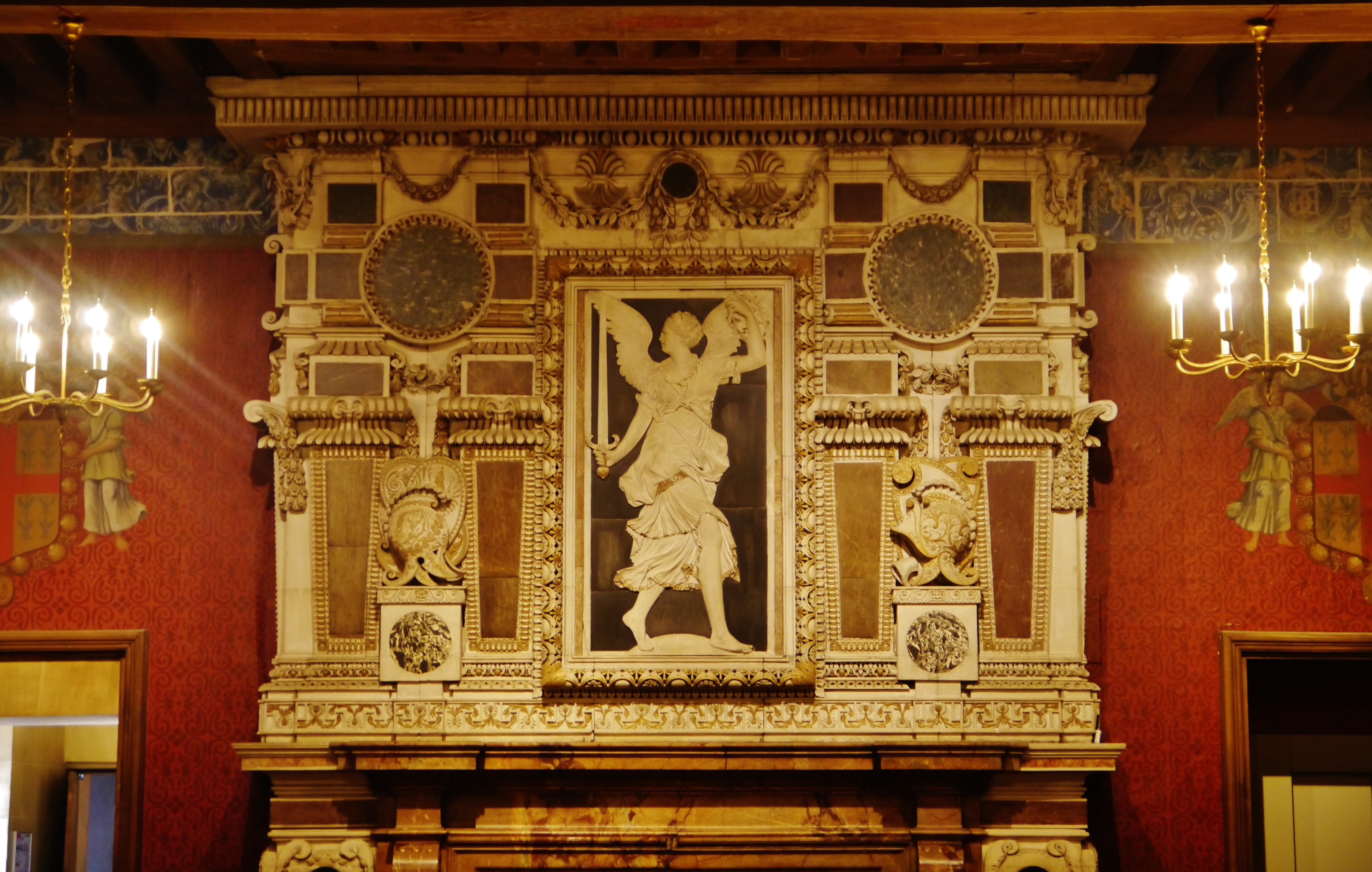
Détail de la cheminée de la grande salle du roi.
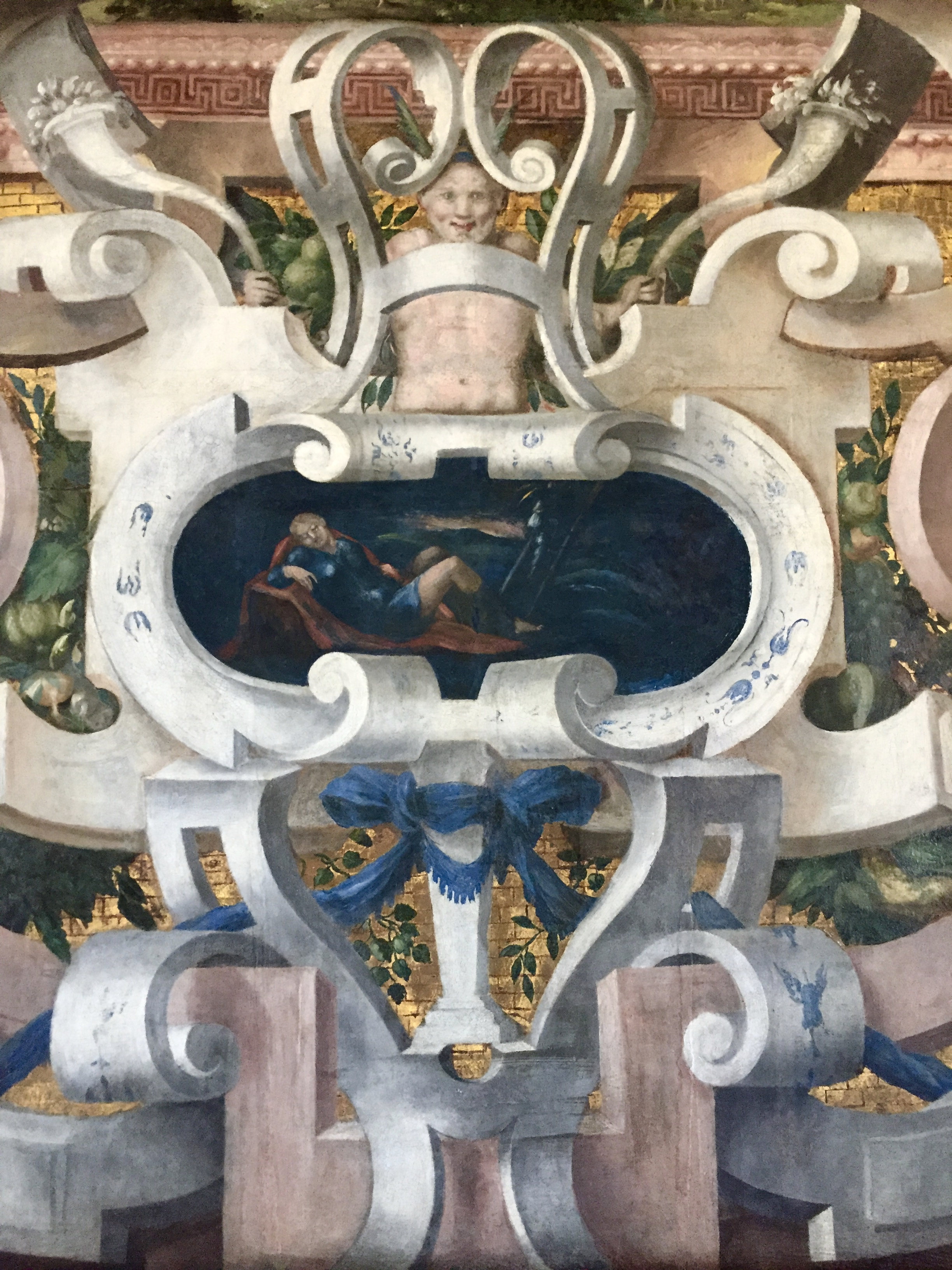
Détail d'une des douze cheminées peintes.
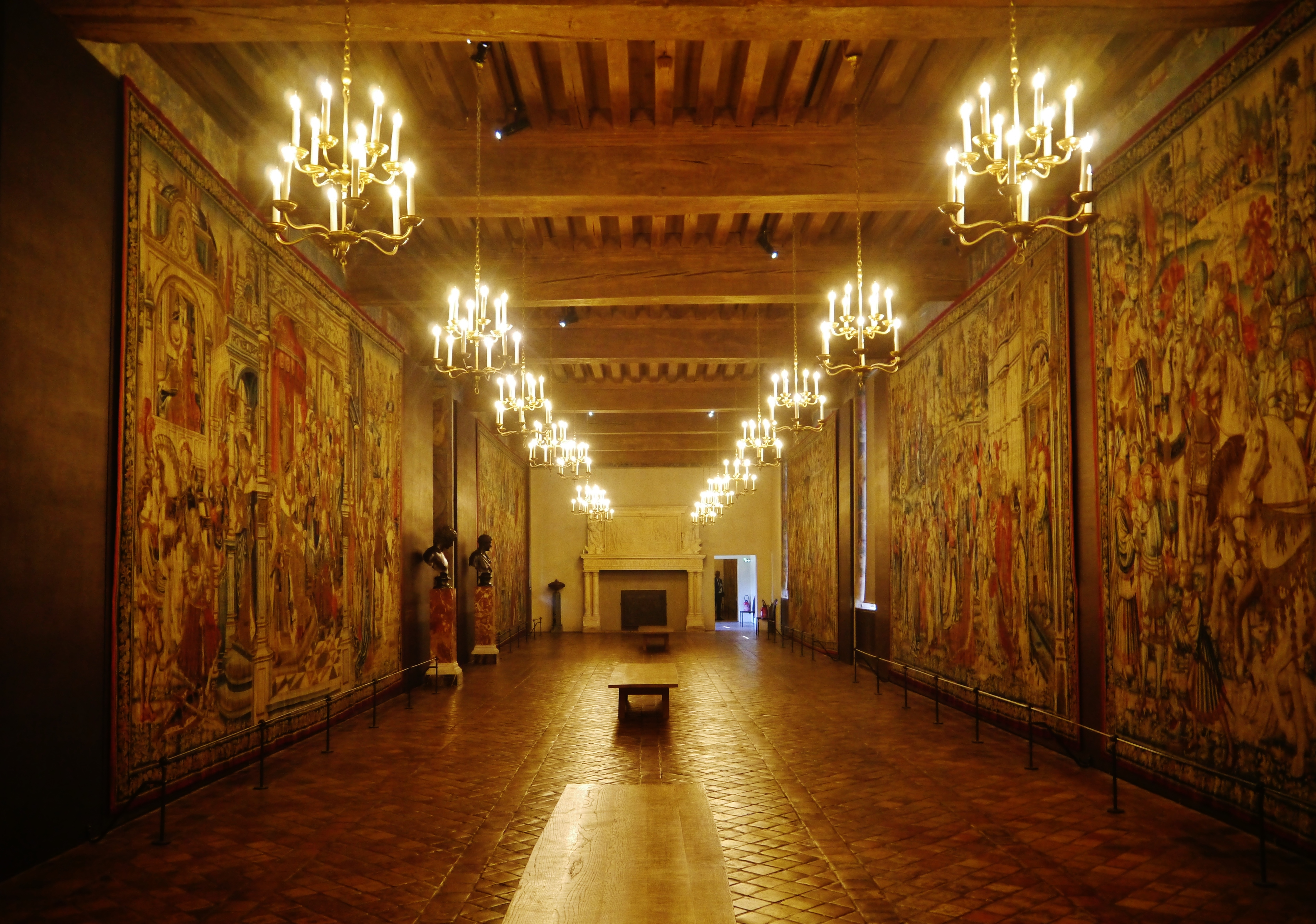
Galerie de Psyché.
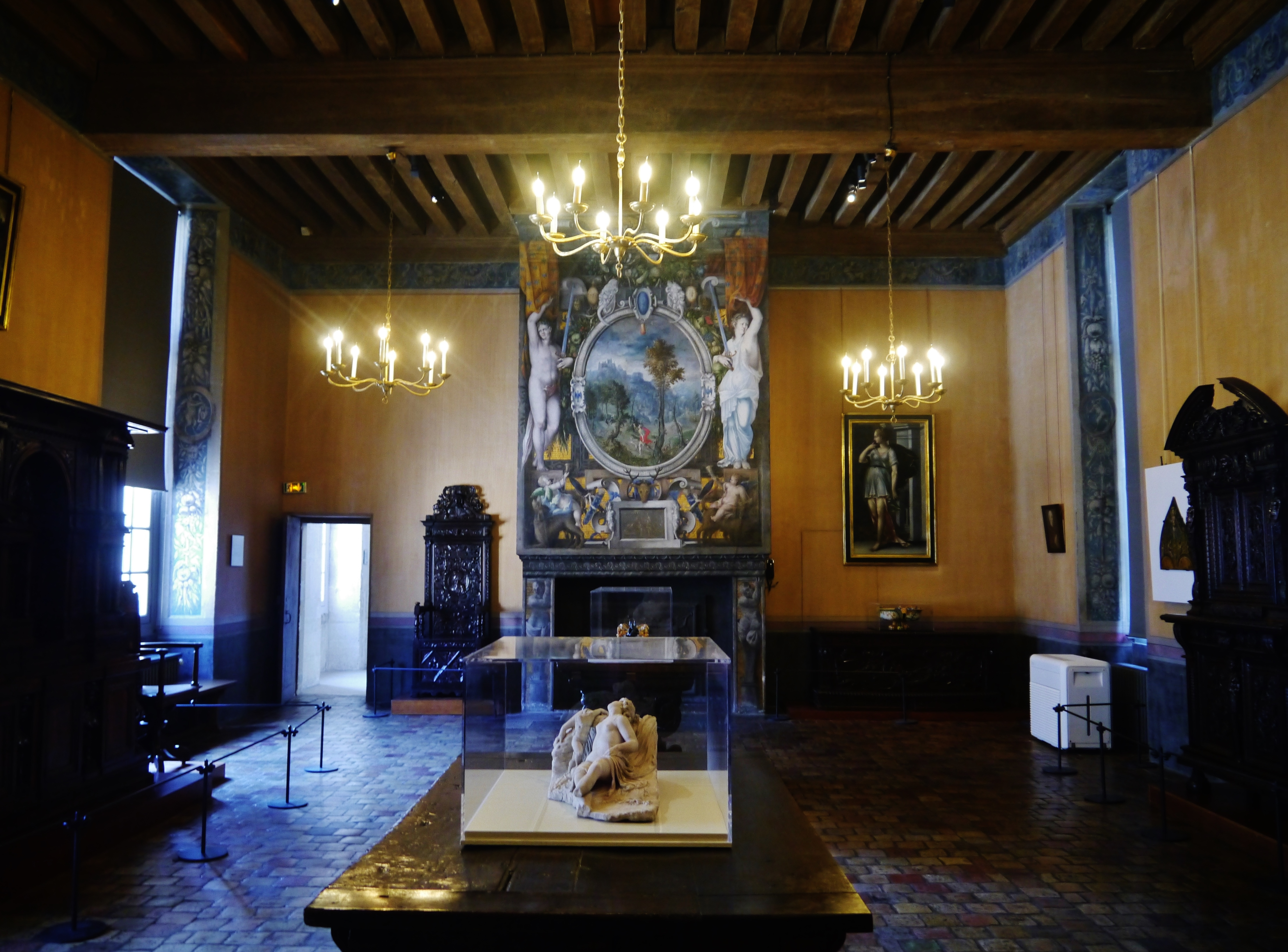
Salle du château.
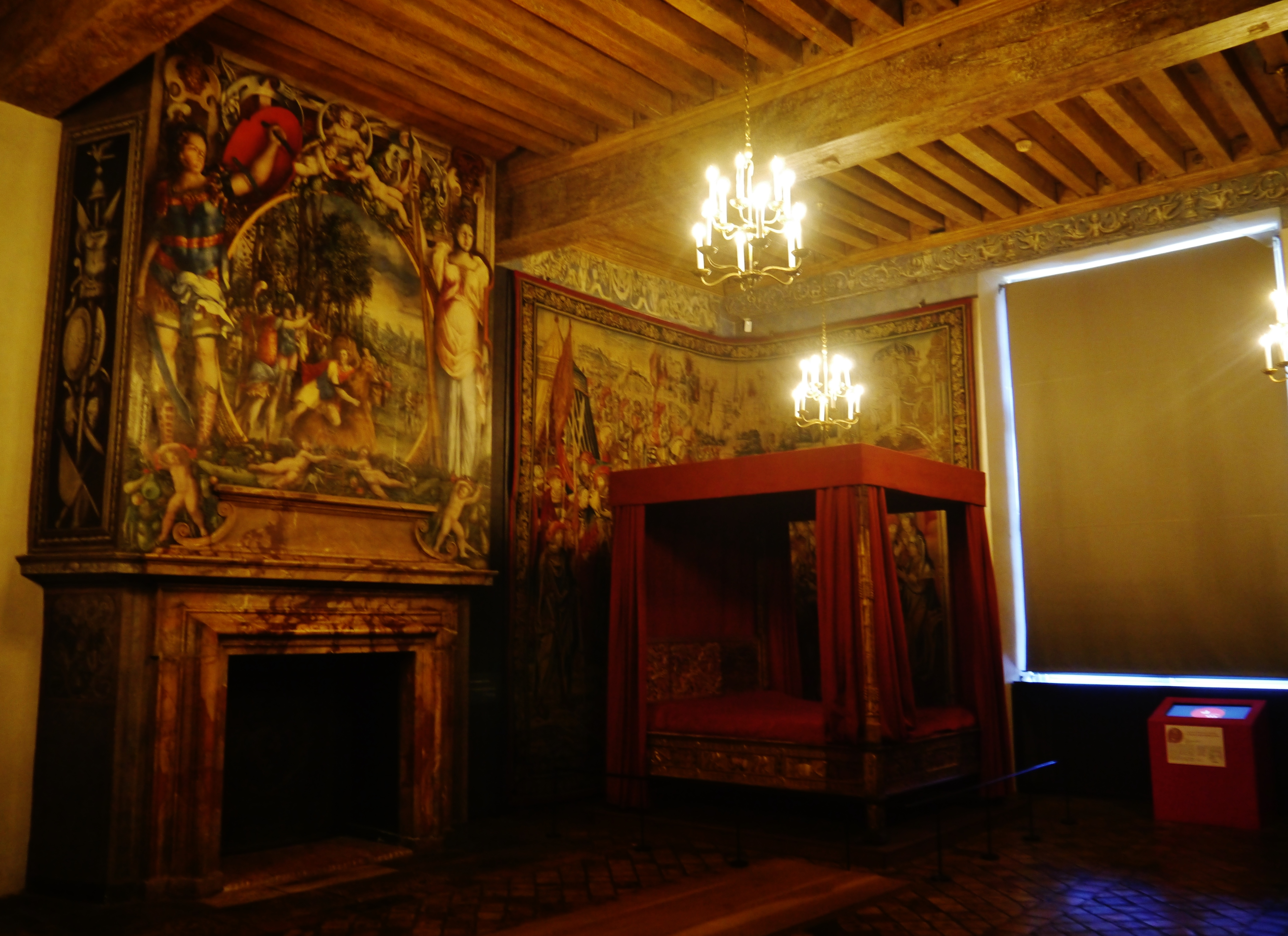
Chambre du château.
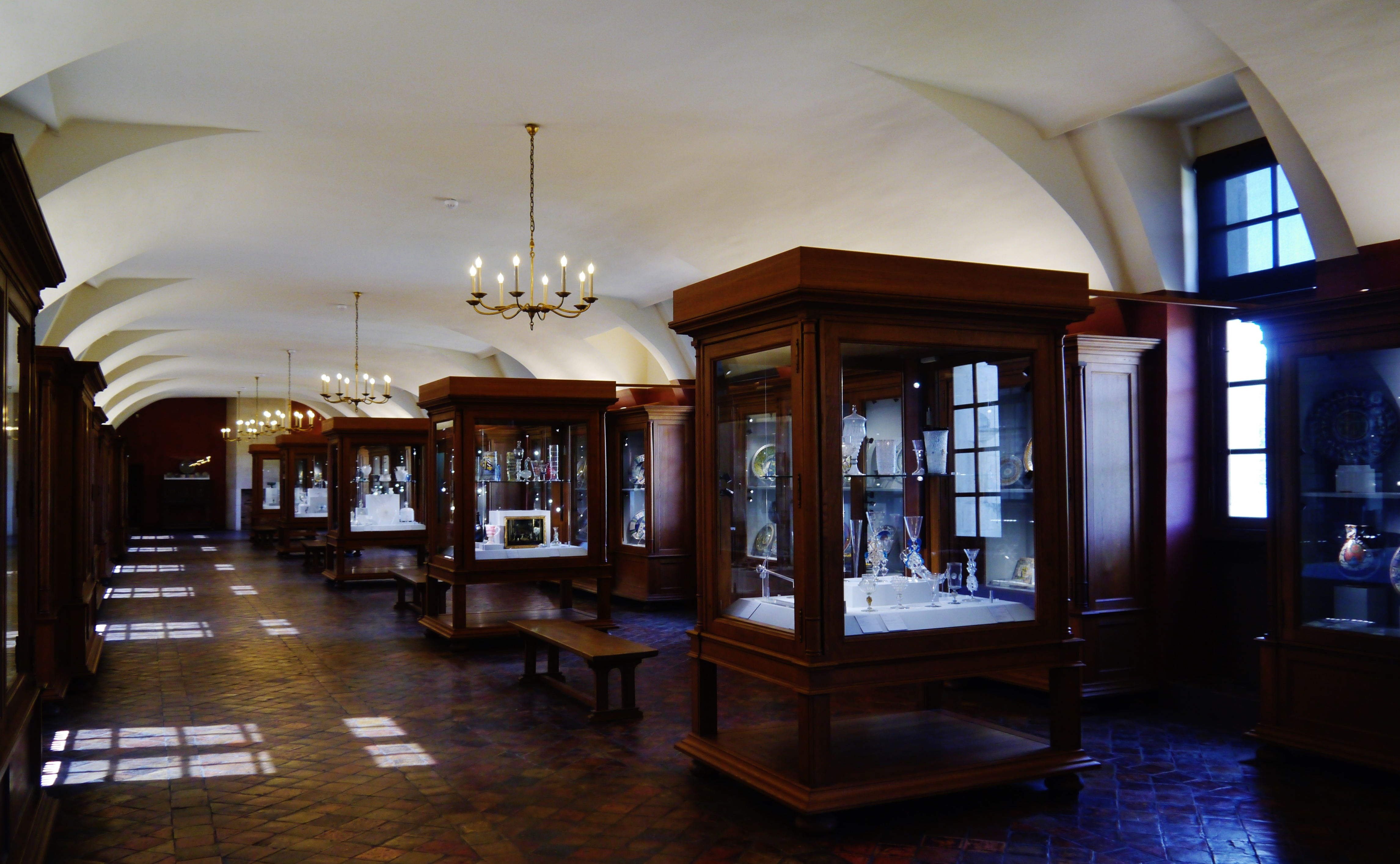
Salle des céramiques.

## Lieu de tournage
En 2015, une équipe de l'émission Secrets d'Histoire a tourné plusieurs séquences au château dans le cadre d'un numéro consacré au roi Henri III, intitulé Et si Henri III n'était pas mignon ? et diffusé le 19 janvier 2016 sur France 2.
D'autres séquences furent tournées au château dans le cadre de deux autres numéros :
- un numéro consacré à Marguerite de Valois, intitulé La légende noire de la reine Margot (émission diffusée le 29 juin 2017 sur France 2[11]) ;
- un numéro consacré à Marie de Médicis, intitulé Marie de Médicis ou l'obsession du pouvoir (émission diffusée le 19 juillet 2018 sur France 2[12]).